# Empoli
Empoli (pronuncia /ˈempoli/) è un comune italiano di 49 428 abitanti della città metropolitana di Firenze in Toscana.
È il capoluogo dell'Unione dei comuni dell'Empolese Valdelsa, di cui fa parte insieme ai comuni di Capraia e Limite, Castelfiorentino, Cerreto Guidi, Certaldo, Fucecchio, Gambassi Terme, Montaione, Montelupo Fiorentino, Montespertoli e Vinci.

## Geografia fisica

### Territorio
(Montaigne, Giornale di viaggio in Italia)
Il centro di Empoli è situato nella pianura del Valdarno inferiore già bonificata al tempo dei Romani. Il territorio comunale è delimitato a nord dall'Arno e ad ovest dal fiume Elsa. Il territorio allontanandosi da questi corsi d'acqua diventa collinare con il tipico paesaggio agricolo della Toscana.
- Classificazione sismica: zona 3s (sismicità media), Ordinanza PCM 3519 del 28/04/2006 e D.G.R. nº 431/2006

### Clima
Empoli ha un clima di tipo Cfa (tendente al Csa o Cfsa) secondo la classificazione di Köppen.
Rispetto ad altre zone della Toscana ha massime più alte e minime lievemente più basse, quindi una maggiore escursione termica diurna e annuale. La massima assoluta dell'anno può superare i 35 °C mentre la minima assoluta può scendere sotto i −6 °C; il 12 gennaio 1985 si toccarono i −23 °C, il primato assoluto di freddo per il Valdarno inferiore.
La frequenza di nebbie dense non è elevata.
- Classificazione climatica: zona D, 1658 GG
- Diffusività atmosferica: alta, Ibimet CNR 2002

### Aspetti vegetazionali
La vegetazione spontanea di Empoli è quella di una delle zone più termofile del dominio medioeuropeo. Si trovano specie riparie nella valle dell'Arno con salici, pioppi e ontani neri, mentre le colline presentano soprattutto specie quercine come cerro e roverella. Notevoli sono le infiltrazioni di specie mediterranee come il lentisco, l'alloro, l'erica e il leccio, il cui indigenato, in buona parte del territorio, è però dubbio. Il clima moderatamente caldo ha favorito lo sviluppo di una vegetazione antropica di tipo mediterraneo e subtropicale dominata da pino domestico, cipresso e olivo, nessuna delle quali però è spontanea.

## Origini del nome
Le prime tracce del nome Empoli si hanno agli inizi dell'VIII secolo con un castello denominato Empolum (o Empolis) che si trova nella parte della città chiamata Empoli Vecchio. La città, fondata intorno alla Pieve di Sant'Andrea e al castello sopracitato nel XII secolo, è citata in alcuni documenti come Imporis o Emporium, il che ha fatto pensare a un'origine comune a emporio. Più probabilmente, come asseriva Silvio Pieri, il toponimo deriva da un nome personale germanico Impo, con un suffisso vezzeggiativo.

## Storia
Dal recupero di manufatti litici in alcune zone del territorio comunale di Empoli, si deduce che ci sia stata una frequentazione umana già nel Paleolitico Medio e Paleolitico Superiore. Attestata anche la presenza stabile etrusca grazie al recupero di frammenti ceramici riferibili a questa cultura in varie zone del territorio comunale.
Gli scavi archeologici effettuati nel centro storico di Empoli hanno invece indicato che un centro abitato, razionalmente organizzato, era presente almeno dalla tarda età repubblicana romana (se non addirittura da secoli prima), fino al IV secolo d.C. e oltre (forse fino al VI secolo d.C.); l'alta produttività agricola della piana intorno a Empoli, a quel tempo organizzata da un'organica centuriazione, portò all'intensificarsi del commercio fluviale oltre che sulla direttrice del Valdarno anche su quella della Valdelsa ragion per cui, tra la fine del I secolo d.C. e gli inizi del II secolo d.C. il centro romano divenne anche produttore ed esportatore di vino contenuto in anfore anch'esse prodotte in loco. (Anfora tipo Empoli/Ostia IV).
Ancora oggi in alcuni particolari della disposizione delle strade vicinali e dei fossi della zona si può riconoscere l'organizzazione della piana secondo centuriazioni riferibili ai Romani anche se una prima bonifica della zona di Empoli potrebbe risalire addirittura al periodo etrusco.
Nella Tavola Peutingeriana del IV secolo d.C., Empoli è indicata, con il nome In Portu, come porto fluviale lungo la via Quinctia che da Fiesole e Firenze portava a Pisa. Ad Empoli si incrociava anche la via Salaiola, che proveniva da Volterra ed era utilizzata per il trasporto del sale proveniente da quella città.
Dal secolo VIII d.C. andò costituendosi intorno al castello come cittadina. Divenne parte dei possedimenti dei conti Guidi nel 1119. Nel 1182 entrò a far parte dei domini del comune di Firenze.
Nel 1260 il trionfo del partito ghibellino a Firenze e in Toscana grazie alla battaglia di Montaperti portò al famoso congresso di Empoli nel quale Farinata degli Uberti si oppose alla distruzione di Firenze e alla dispersione dei suoi abitanti nella piana di Empoli (Dante, inf, X).
Divenuta Empoli un'importante città fortificata già dal XIII secolo, fu ripetutamente attaccata negli anni intorno al 1315 da Castruccio Castracani che poté soltanto devastarne le campagne senza riuscire ad espugnarla. Solo nel 1530 la città cadde per un presunto tradimento interno/accordo col nemico dopo un lungo assedio da parte delle truppe imperiali spagnole di Carlo V. Le truppe imperiali però, grazie alla difesa organizzata da Francesco Ferrucci e guidata da Tinto da Battifolle, non erano state in grado di espugnare il castello ma l'allontanamento del primo verso Volterra e la morte del secondo durante un attacco spagnolo furono il drammatico prologo all'espugnazione e al seguente saccheggio che praticamente decise la sorte della Repubblica fiorentina. Questo avvenimento è immortalato nell'affresco del pittore fiammingo Giovanni Stradano o Stradanus nella sala di Clemente VII in Palazzo della Signoria a Firenze.
Un altro avvenimento da segnalare nella storia di Empoli accade durante la seconda guerra mondiale. Tra 1943 e 1944 il corso del fiume Arno, e quindi anche l'area empolese, fu scenario del fronte italiano del conflitto dove si fronteggiavano gli Alleati (indiani, britannici, sudafricani e americani) in avanzata e i tedeschi in ritirata. Durante questi mesi la città subì un violento rastrellamento da parte dei nazisti. Il 24 luglio 1944 trenta persone vennero tolte alle loro famiglie e, di queste, 29 fucilate nella piazza che oggi porta il nome della strage (l'allora Piazza XXIV Luglio), solo Arturo Passerotti riuscì a scappare. Oltre a questi fatti, altri episodi, sempre nello stesso periodo, caratterizzarono la vita empolese di quel tempo. Infatti, l'otto marzo 1944, 597 persone, prelevate nel circondario empolese e in altre zone dell'Italia (precisamente 117 da Prato, 86 da Firenze, 100 da Torino, 105 da Milano, 50 da Empoli, 21 da Montelupo, 11 da Capraia e Limite, 6 da Cerreto Guidi, 6 da Vinci, 95 da altri comuni) vennero stipate nel famigerato TRASPORTO BESTIAME N° 32, partirono da Santa Maria Novella e giunsero a Mauthausen l'undici marzo dello stesso anno. Solo una decina di persone ritornarono a casa e oggi, in memoria di questi avvenimenti, molte scuole partecipano al "Percorso della Memoria", istituito dal Comune, che prevede per gli studenti di 13-16 anni di fare un pellegrinaggio ai campi di concentramento più significativi, quali Gusen, con cui, tra l'altro, Empoli è gemellata, Mauthausen, Harteim, Ebensee e la Risiera di San Sabba a Trieste. Tra i deportati al campo di Gusen c'era anche Carlo Castellani, preso al posto del padre, alla cui memoria è intestato lo stadio comunale.
Alle deportazione nazifasciste si aggiunsero le vittime dei bombardamenti americani. Domenica 26 dicembre 1943, trentasei bombardieri statunitensi decollati dalla base sarda di Decimomannu sganciarono più di 210 ordigni che causarono la morte di oltre cento civili, prevalentemente residenti nel quartiere di Cascine.
La città fu poi liberata dai nazifascisti da un battaglione di combattenti maori neozelandesi il 13 agosto 1944.

### Simboli
In data 16 dicembre 1927 avvenne la Decretazione di Empoli a Città, ciò fu comunicato al Podestà con lettera n. 6635 del 31 ottobre 1927 della Consulta araldica della Presidenza del Consiglio dei ministri, con la quale in data 23 ottobre 1927 il Capo del Governo aveva sottoposto alla firma del Re il decreto con cui questo Comune era stato elevato a Città, invitando contestualmente ad espletare presso la detta Presidenza le pratiche necessarie per ottenere il riconoscimento dello stemma civico e la concessione di un gonfalone.
Nella stessa decisione adottata dal Podestà a suo Verbale nº 169 del 17 dicembre 1927 egli approvava di inoltrare la domanda al Capo del Governo, Presidente della Consulta araldica, per ottenere il riconoscimento dello stemma civico e la concessione di un gonfalone conformi ai bozzetti attualmente in uso dal Comune e di cui si riporta trascrizione estratta dallo predetto verbale nº 169: "visti i bozzetti a colori riproducenti il Gonfalone e lo stemma del Comune, il quale ha nella parte superiore la facciata dell'antica Pieve, e nella parte inferiore i due stemmi di Monterappoli (una vite con grappoli piantata su 6 monticelli) e di Pontorme (un ponte a due archi fiancheggiato da una torretta merlata, con dall'altra parte l'immagine di S. Michele Arcangelo, patrono del Castello): quale stemma a 3 reparti ebbe origine in seguito al Rescritto di Pietro Leopoldo del 24 maggio 1774 che riunì Empoli, Monterappoli e Pontorme ed è sormontato dalla corona comitale, in quanto Empoli fu terra sotto la giurisdizione dei Conti Guidi".
Vi sono alcune differenze tra l'antico Sigillo della Lega di Empoli e quello approvato dalla riforma leopoldina in particolare riguardanti il comune di Pontorme: storicamente raffigurante l'antica loggia (non chiaro se del Bargello o della chiesa) con la torre merlata, mentre attualmente vi è il ponte a due archi (che poi divenne ad un'arcata, esistito fino alla seconda guerra mondiale).
Lo stemma è stato approvato con decreto del capo del governo del 6 luglio 1928.
Il gonfalone è un drappo di azzurro.

## Monumenti e luoghi di interesse[26]

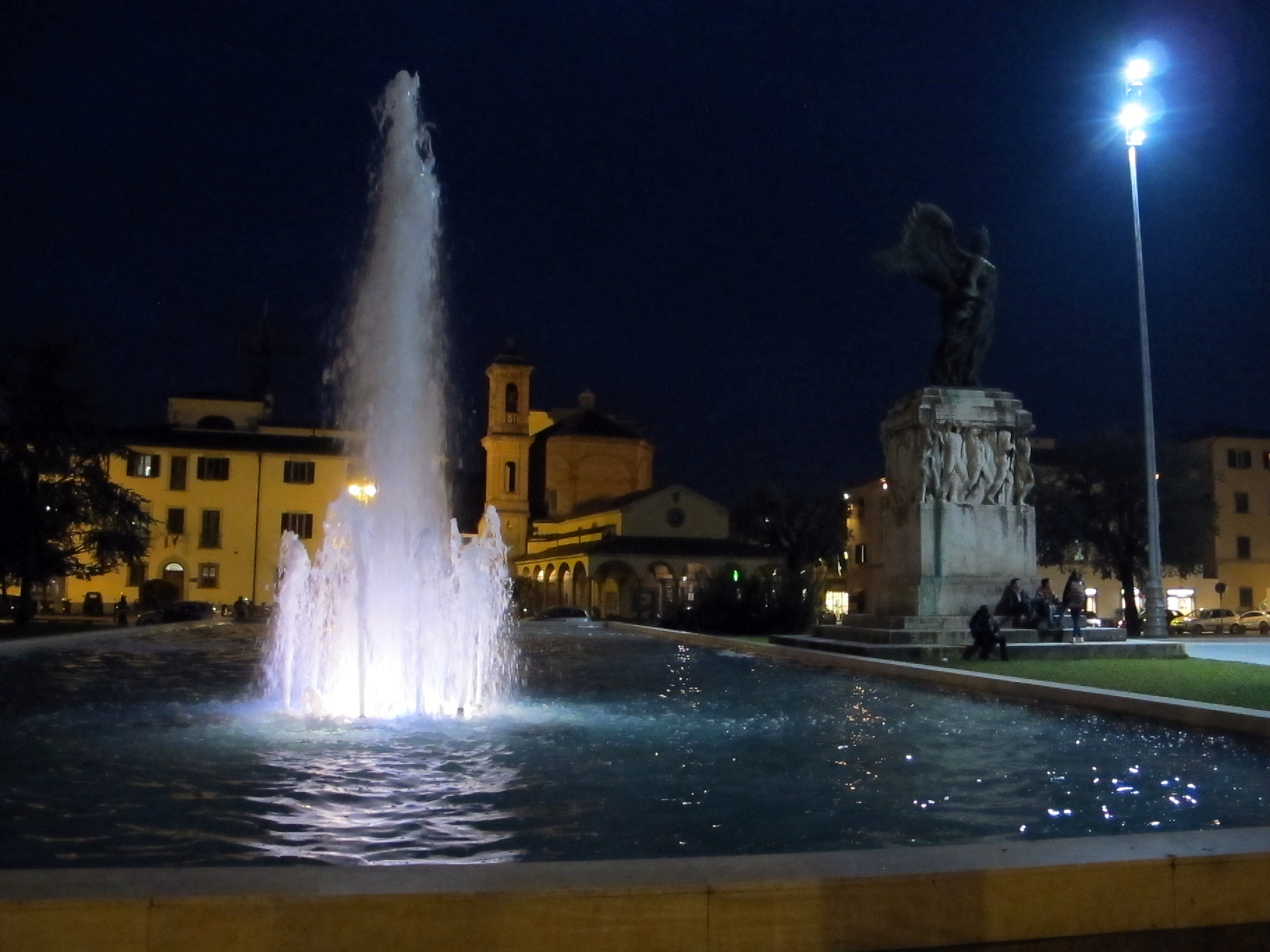
Fontana di Piazza della Vittoria (ora smantellata)

Il cuore della città si trova attorno a piazza Farinata degli Uberti (più comunemente chiamata, dai cittadini empolesi, Piazza dei Leoni, poiché la fontana al centro porta attorno dei leoni), dominata dalla facciata della Collegiata di S. Andrea, che si erge al culmine di un'ampia gradinata. Accanto sorge lo storico Palazzo Pretorio; di fronte, il Palazzo Ghibellino. Gli altri palazzi, molto antichi anch'essi, circondano la piazza con un porticato, disposizione abbastanza insolita nelle città o nelle piazze toscane. Sulla stessa piazza si affacciano anche il Museo di Paleontologia e il Circolo Arti Figurative.
Al momento non è prevista la realizzazione del previsto Museo Archeologico Comunale benché l'Associazione Archeologica Volontariato Medio Valdarno abbia recuperato negli anni molti reperti che sono stati visibili al pubblico solo con mostre temporanee. I numerosi reperti restaurati provenienti dagli scavi effettuati dalla stessa associazione nel territorio empolese giacciono attualmente nei depositi locali.

### Architetture religiose

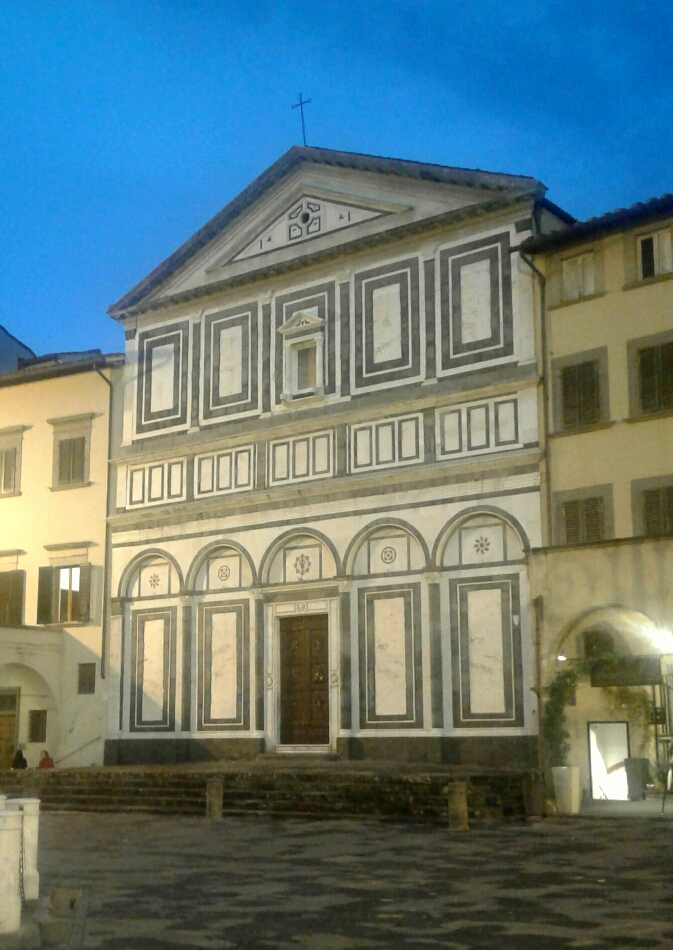
La facciata della collegiata di Sant'Andrea - Piazza Farinata degli Uberti

#### Chiese

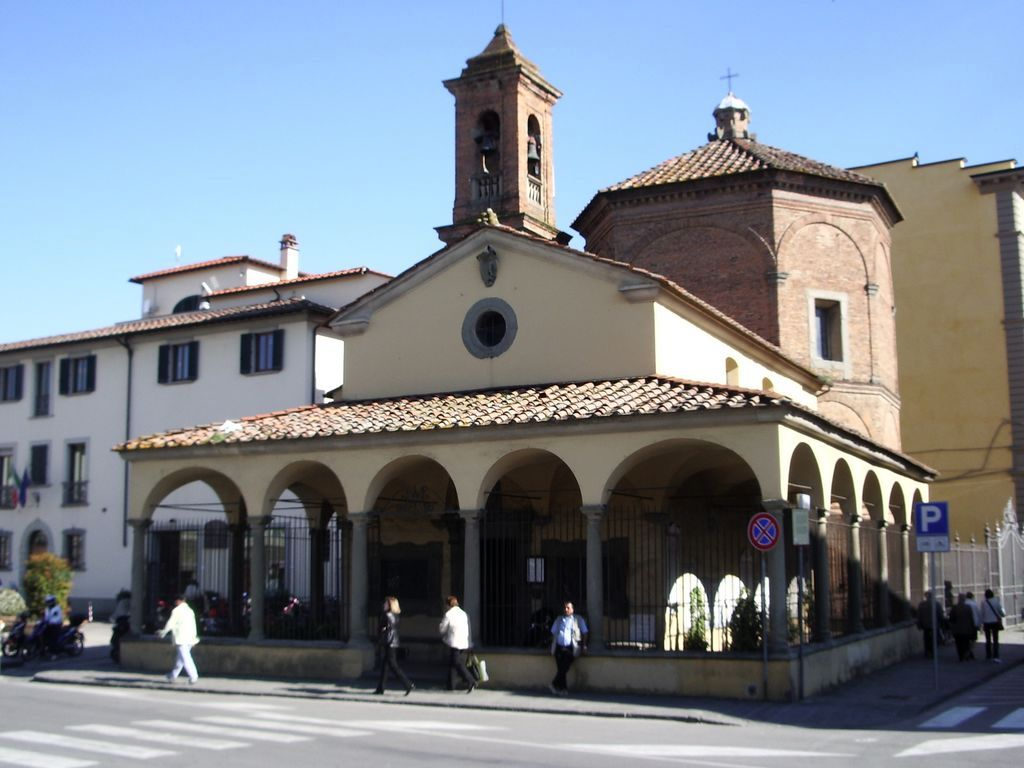
Santuario della Madonna del Pozzo

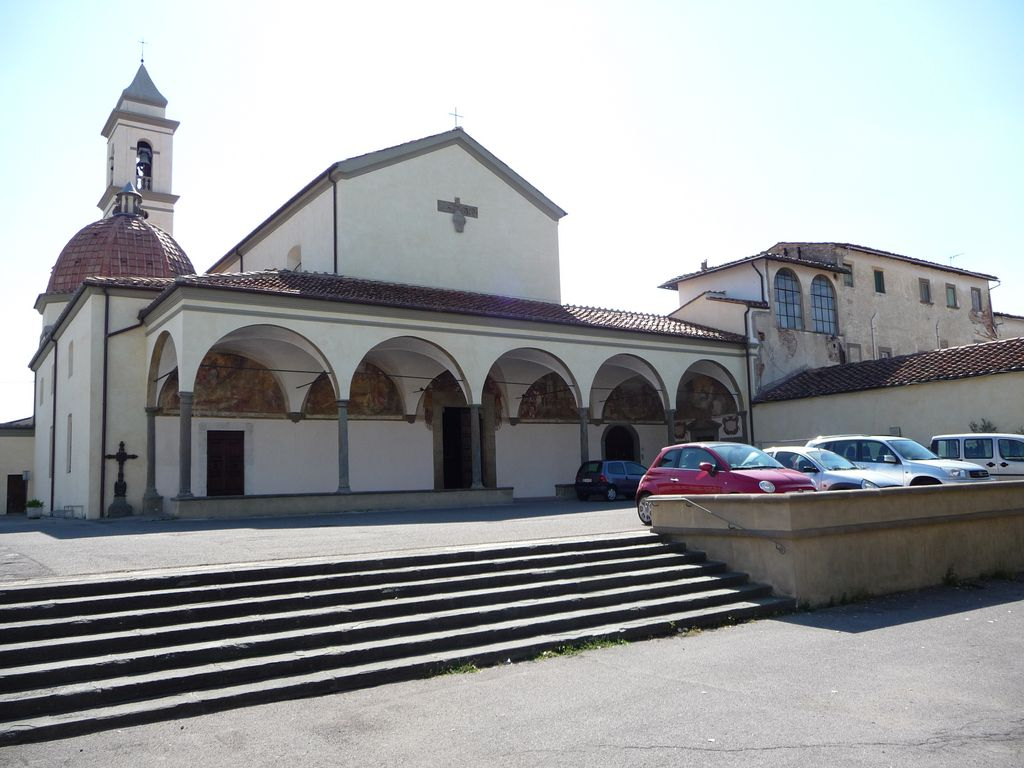
Chiesa del convento francescano di Santa Maria

- Collegiata di Sant'Andrea: Una plebe di S. Andrea doveva essere già eretta nel secolo V e sembra fosse citata in un documento dell'anno 840, ormai perduto. È comunque citata in una bolla del papa Niccolò II del 1059, che attribuì al pievano e al capitolo della Collegiata di Empoli i tributi e le rendite del contado, sottraendolo alla giurisdizione secolare dei conti Guidi e Alberti. Fu ricostruita nell'XI secolo sotto la direzione del Pievano Rolando: e del 1093 è l'iscrizione sull'architrave che ne documenta la costruzione. Più tardi, probabilmente alla metà del XII secolo, la facciata fu decorata in marmo bicromo, in quell'aristocratico stile romanico fiorentino che solo pochi anni prima aveva ispirato la Chiesa di San Miniato al Monte di Firenze, con la quale esistono evidenti somiglianze nella struttura, a cinque archi a tutto sesto, e nella decorazione a tarsie di marmo bianco (di Carrara) e verde (di Prato). Già a quel tempo infatti, Empoli risentiva dell'influenza di Firenze e anzi ne rappresentava l'ultima propaggine ad occidente, in un periodo in cui la potenza di Pisa stava per raggiungere il suo apice. L'originaria struttura romanica della facciata è ben riprodotta negli stemmi del tempo e oggi è riportato nello stemma comunale, ma non è più visibile oggi: infatti tutta la chiesa subì pesanti e discutibili interventi iniziati nel 1735 sotto la direzione dell'architetto Ferdinando Ruggeri. La facciata fu portata alla sua attuale forma quadrata, fu perduta anche l'originaria geometria delle tre navate interne e il tetto fu sostituito e sopraelevato. La Collegiata conserva al suo interno opere d'arte notevoli fra cui si segnala, sull'altar maggiore (1785) di Zanobi del Rosso, il trittico di Lorenzo di Bicci raffigurante la Madonna in trono fra i Santi Martino, Andrea, Agata e Giovanni Battista.
- Chiesa della Madonna del Pozzo: Eretto nel 1621 dall'empolese Andrea Bonistalli detto Il Fracassa, la chiesa è un interessante tempietto a pianta centrale ottagona, con anteposta una sorta di breve aula; un loggiato cinge l'edificio su tre fronti, raccordandosi alla tribuna ottagona terminale. Edificato sopra le ceneri della locanda della Cervia preesistente, l'edificio di culto prende il titolo da un'icona presente al suo interno, che unica, si salvò dalla devastazione dell'incendio.
- Chiesa di San Martino: La chiesa si trova a Pontorme conserva ancora tracce romaniche: all'esterno: l'abside, la facciata coronata da archetti intrecciati e il campaniletto a vela. Ricordata per la prima volta nel 1192, era di patronato dei Frescobaldi.
- Convento e Chiesa di Santo Stefano: Eretta dagli Agostiniani nel 1367, è caratterizzata da un semplice e lungo fianco. Nel secolo XVIII subì radicali ristrutturazioni. Il campanile fu distrutto durante la seconda guerra mondiale e non è stato ricostruito. Adesso le strutture pertinenti all'antico convento sono di proprietà del Comune, che usa le aule adiacenti alla chiesa per eventi civili; la chiesa è invece di proprietà demaniale.
- Chiesa di San Donnino: la chiesa, in una area privata in fondo alla via omonima, è di origine medievale, documentata già nel 1192 sconsacrata nel 1784,[27] è nota per aver custodito il trittico con la Madonna dell'Umiltà di Lorenzo Monaco, oggi nel Museo della Collegiata.[28]
- Chiesa di Santa Maria: La chiesa di Cortenuova è ricordata per la prima volta in documenti risalenti al 1117. L'interno è corredato dall'oratorio della Compagnia dell'Annunciazione, ormai parte integrante della chiesa dopo i restauri del 1972.
- Chiesa di San Michele Arcangelo: La piccola chiesa di Pianezzoli, documentata fin dal 1194, presenta una semplice pianta rettangolare.
- Chiesa di San Michele Arcangelo: Ricordata dal 1192, fu di patronato dei conti di Pontorme, che cedettero i diritti nel 1346 ai Capitani di Orsanmichele. La chiesa presenta tracce evidenti del suo passato nella facciata romanica in laterizio sulla quale sono murati diversi stemmi.
- Convento e Chiesa di Santa Maria a Ripa: Così chiamata per la vicinanza all'Arno[senza fonte], attestata fin dal XII secolo, è preceduta da un portico rinascimentale che mostra al proprio interno brani di affreschi secenteschi.
- Chiesa di San Michele Arcangelo di Empoli Vecchio: Chiesa soppressa già nel XVIII secolo ma un tempo la più importante del primitivo centro curtense di Empoli viene citata per la prima volta in una bolla papale di Celestino III nel 1192.
- Chiesa di San Mamante: Oggi piccolo oratorio presso Empoli Vecchio, la chiesetta fu ricostruita nel 1232.
- Pieve di San Giovanni Evangelista: La pieve di Monterappoli è un interessante esempio di romanico lombardo innestato nella tradizione culturale valdelsana (XII secolo).
- Chiesa di San Lorenzo: Il primo impianto dell'edificio di culto può essere datato tra la fine del XII e l'inizio del XIII secolo grazie a bacini ceramici di provenienza islamica murati nella parete absidale esterna. Dell'originale chiesa romanica rimane solo il lato orientale che dà sulla strada e parte di quello settentrionale.
- Chiesa di San Pietro: Chiesa di Marcignana, citata per la prima volta nel 1194, conserva parte della struttura romanica, visibile nell'alzato in pietra nella parte inferiore e in laterizi in quella superiore della facciata, nel lato e nell'abside.
- Chiesa di San Pietro: La chiesa di Riottoli è un interessante monumento di origine romanica, già citata in una bolla papale del 1109.
- Chiesa di San Donato (Val di Botte presso Villanuova):
- Chiesa di Santa Cristina (Pagnana):
- Chiesa di San Leonardo (Cerbaiola):
- Chiesa dei Santi Giuda e Simone (Corniola): all'interno vi è una Madonna del Carmelo che intercede per le anime del Purgatorio di Tommaso Gorini al primo altare sinistro, eretto dalla Compagnia omonima nel 1657.[29]
- Chiesa di Santo Stefano Protomartire (Bastia presso Ponte a Elsa):
- Chiesa di San Pio V (Ponzano):
- Chiesa della Madonna del Rosario (Ponzano):
- Chiesa di San Bartolomeo (Brusciana):
- Chiesa di San Bartolomeo (Martignana):
- Chiesa dell'Immacolata (Pozzale):
- Chiesa di Sant'Andrea a Rufignano (Sant'Andrea - Fontanella):
- Chiesa di San Giusto a Petroio (sulla strada per Monterappoli): L'edificio esisteva già nel 1119. Oggi la chiesa è sconsacrata e l'aula ospita ambienti privati.
- Chiesa dei Santi Michele Arcangelo e Leopoldo (Tinaia):
- Convento e Chiesa di San Giovanni in Pantaneto (Empoli)
- Chiese moderne: Sei chiese sono state costruite nel XX secolo. Sono la chiesa della Madonna del Rosario a Ponzano, la chiesa di San Giovanni Evangelista (detta anche Madonnina del Grappa), la chiesa dello Spirito Santo a Serravalle, la chiesa di Cristo Re a Ponte a Elsa (2000), la chiesa di San Jacopo ad Avane (ricostruita).e la chiesa del Sacro Cuore a Sant'Andrea-Fontanella. In quest'ultima è collocata una tela con la Madonna col Bambino e i Santi Andrea e Sebastiano di Giovan Battista Naldini, commissionata dalla famiglia Pucci per la scomparsa chiesa di San Matteo a Granaiolo e databile al 1560 - 65 circa.[30]

#### Oratori
- Oratorio di San Frediano (San Frediano):
- Oratorio di San Ranieri (Pozzale):
- Oratorio di Pietro d'Alcantara (Ponte a Elsa - Osteria Bianca):
- Oratorio di San Pietro in Castro (Monterappoli):
- Oratorio Giovanni Paolo II (Cortenuova)

### Architetture civili

#### Palazzi
- Palazzo Ghibellino: Si tratta dell'antico palazzo dei Conti Guidi, feudatari della zona empolese, e fu costruito probabilmente nell'XI secolo. È diventato celebre come sede del parlamento ghibellino del 1260, nel quale si riunirono, dopo la vittoria nella battaglia di Montaperti, gli esponenti ghibellini e i nemici della guelfa Firenze: Re Manfredi di Svevia, la Repubblica di Siena, gli esuli fiorentini capeggiati da Farinata degli Uberti, e anche aretini e pisani che non avevano partecipato alla battaglia. In quell'occasione, Farinata degli Uberti riuscì a convincere i ghibellini a non distruggere Firenze. L'evento fu anche ricordato da Dante, nella Divina Commedia, Canto X dell'Inferno:

(Dante Alighieri, La Divina Commedia, Inferno, Canto X)
Nel XVI secolo, il palazzo Ghibellino fu acquistato dalla famiglia Del Papa e ristrutturato; pochissimo rimase dell'originaria struttura. Oggi, ritornato ad uso pubblico, è sede di mostre e associazioni.
- Palazzo Pretorio o del Podestà: Si tratta dell'antico palazzo del Comune, documentato a partire del 1398.[31] Fra il 14 ottobre 1529 e il 25 aprile 1530 il commissario fiorentino Francesco Ferrucci vi tenne il proprio quartier generale contro le truppe imperiali spagnole alleate di papa Clemente VII (vedi sopra, Storia). Il Palazzo Pretorio è oggi utilizzato per usi collettivi e ospita un auditorium dedicato a Ferruccio Busoni.
- Palazzo Scarlini
- Palazzo Comunale già Monte Pio
- Palazzo Soderini
- Palazzo Ricci
- Palazzo Vannucci
- Casatorre degli Alessandri
- Palazzo Zeffi
- Palazzo Marchetti
- Palazzo del Comune di Monterappoli
- Palazzo Orlandini

#### Teatri

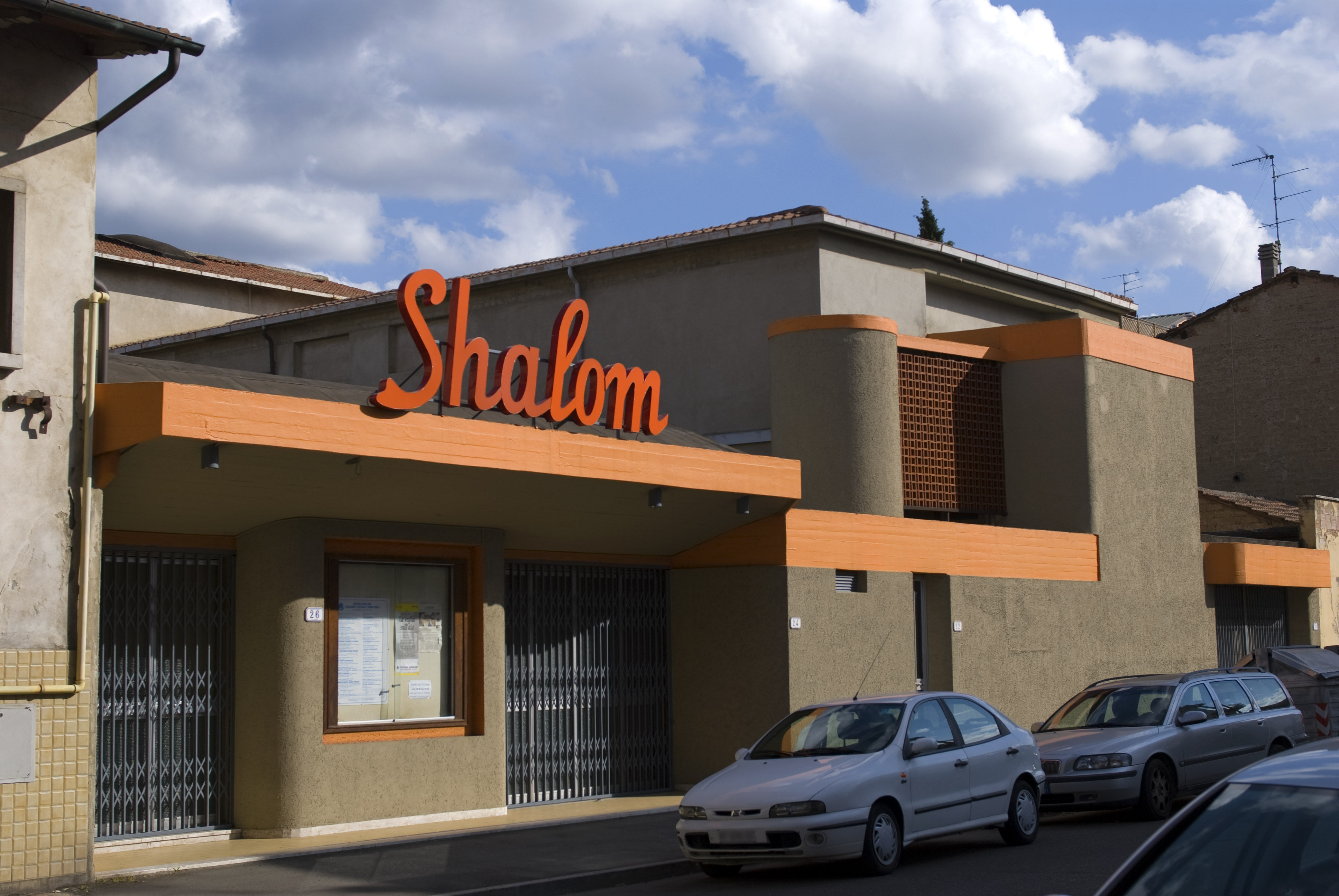
Teatro Shalom

- Cinema Teatro Excelsior
- Teatro Shalom
- Sala Duemila
- Sala Il Momento
- Cinema La Perla

#### Ponti

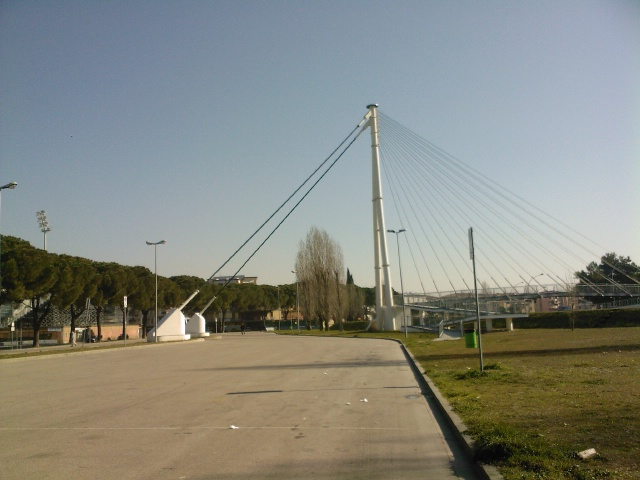
Ponte antistante allo stadio Castellani

Empoli conta due ponti che attraversano l'Arno collegandolo rispettivamente alla parte est e ovest di Sovigliana (una frazione di Vinci) e sono il ponte di viale Europa (ponte Piero Calamandrei) e il ponte di viale Togliatti (ponte Alcide De Gasperi). Un terzo grande viadotto si trova a circa 5 km in linea d'aria a valle rispetto al centro abitato di Empoli e collega la frazione di Marcignana con il territorio del comune di Cerreto Guidi.
Per il ponte di viale Togliatti sono stati ultimati i lavori di riqualificazione i quali hanno comportato la demolizione e sostituzione del vecchio viadotto con uno nuovo a doppia carreggiata separata e con marciapiede e pista ciclabile ai lati integrata nel sistema di piste ciclabili lungo l'Arno e il paese di Sovigliana.
Un altro ponte (completato nel 2008) presente ad Empoli si trova sul torrente Orme, ed è un ponte strallato pedonale e ciclabile che collega la strada statale 67 Tosco Romagnola al piazzale antistante (il giovedì sede del mercato cittadino) lo stadio Carlo Castellani.
Ancora sul torrente Orme esistono, in area cittadina, altri cinque ponti. Partendo dalla foce abbiamo un ponte ciclo-pedonale di via di Barzino, il ponte di via Bisarnella, il ponte di via Francesco Berni, il ponte della strada statale 67 Tosco Romagnola detto anche "ponte di Pontorme" e il ponte di via Luigi Maria Cherubini.
Una considerazione più puntuale merita il ponte presso Pontorme in quanto qui sorgeva l'antico attraversamento di epoca romana sulla via consolare Quinctia (II secolo a.C.). Alcune antiche immagini, come nell'affresco dell'assedio di Empoli del 1530 dipinto da Giovanni Stradano incrociate con le fonti scritte ci consegnano l'immagine di un viadotto in mattoni fornito di arco trionfale probabilmente foderato di lastre di marmo. Il rivestimento sembra essere stato riutilizzato per la facciata della Collegiata di Sant'Andrea in Empoli.
Uscendo da Empoli risalendo il torrente si trovano il ponte di via di Ponzano per San Donato nel quartiere di Ponzano (toponimo che prende il nome da un'antica chiesa dedicata a san Ponziano nella zona detta di Patrignone, oggi Pratignone), il ponte di via di Sottopoggio per San Donato nella frazione di Pozzale, il ponte di via dei Cappuccini e l'antico ponte della Farfalla nella frazione di Casenuove.
Altro attraversamento pedonale è il cinquecentesco ponte sul torrente Piovola in località Villanuova - San Donato Val di Botte.

#### Ville
- Villa Bardelli-Capoquadri
- Villa Bruschetti
- Villa Cantini
- Villa Castellani
- Villa Comparini
- Villa Del Vivo
- Villa Gatteschi
- Villa del Cotone
- Villa Il Poggiale
- Villa Il Terraio
- Villa "Le Rose"
- Villa Loro
- Villa Orlandini della Bastia
- Villa di Poggimele
- Villa Riccardi del Terrafino
- Villa Ricci
- Villa Salvagnoli-Marchetti

### Architetture militari

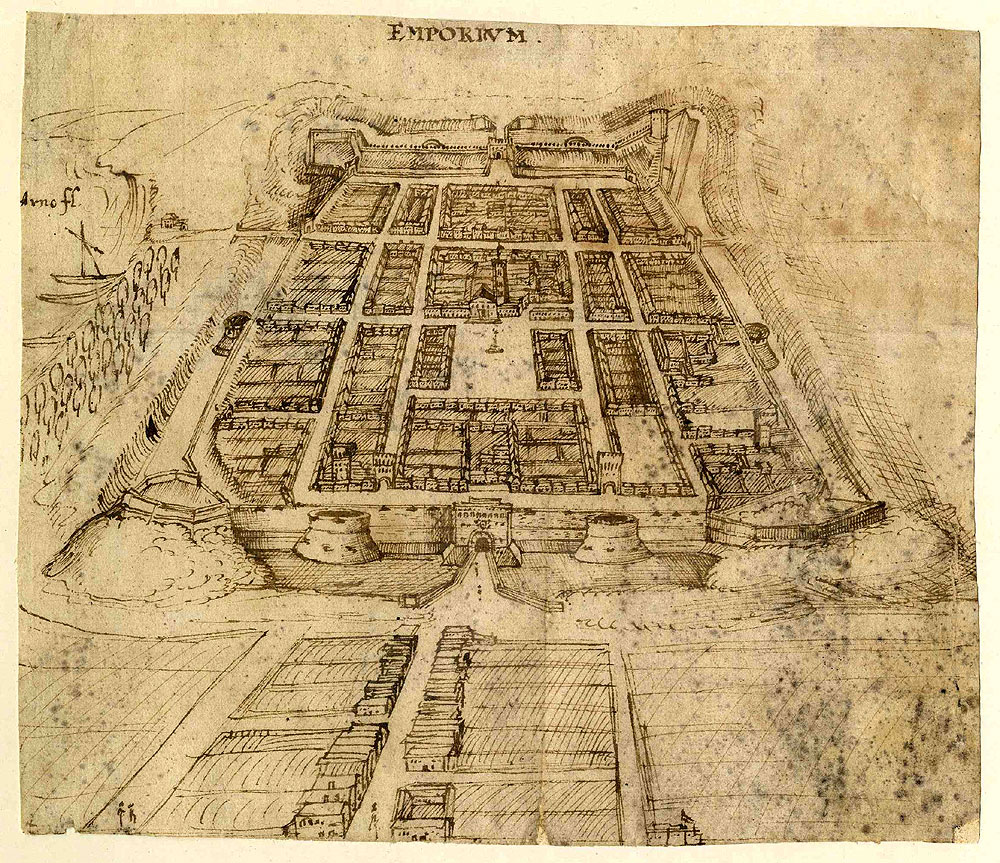
Empoli nel XVI secolo

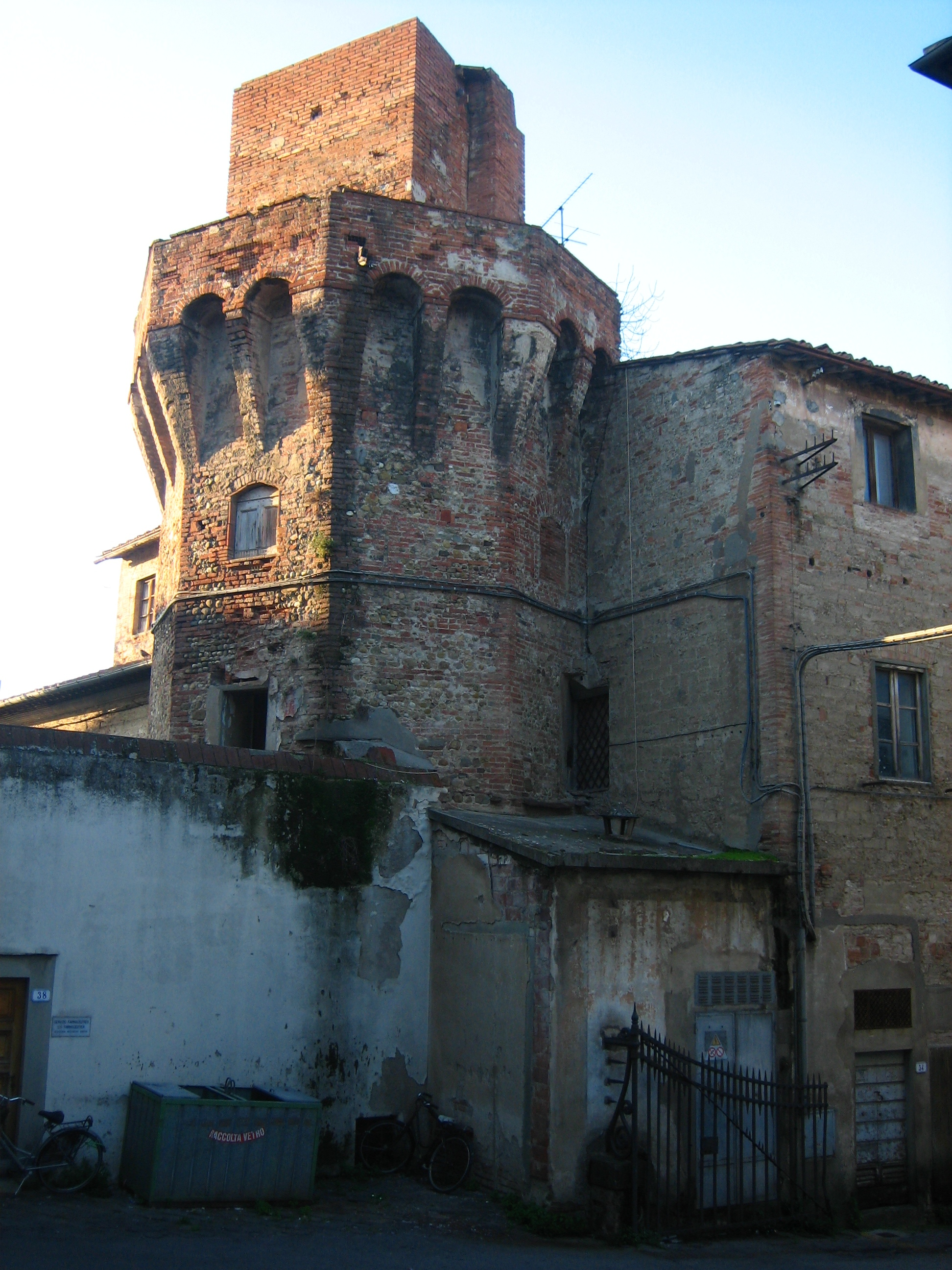
Torre dei Righi (XIV secolo).

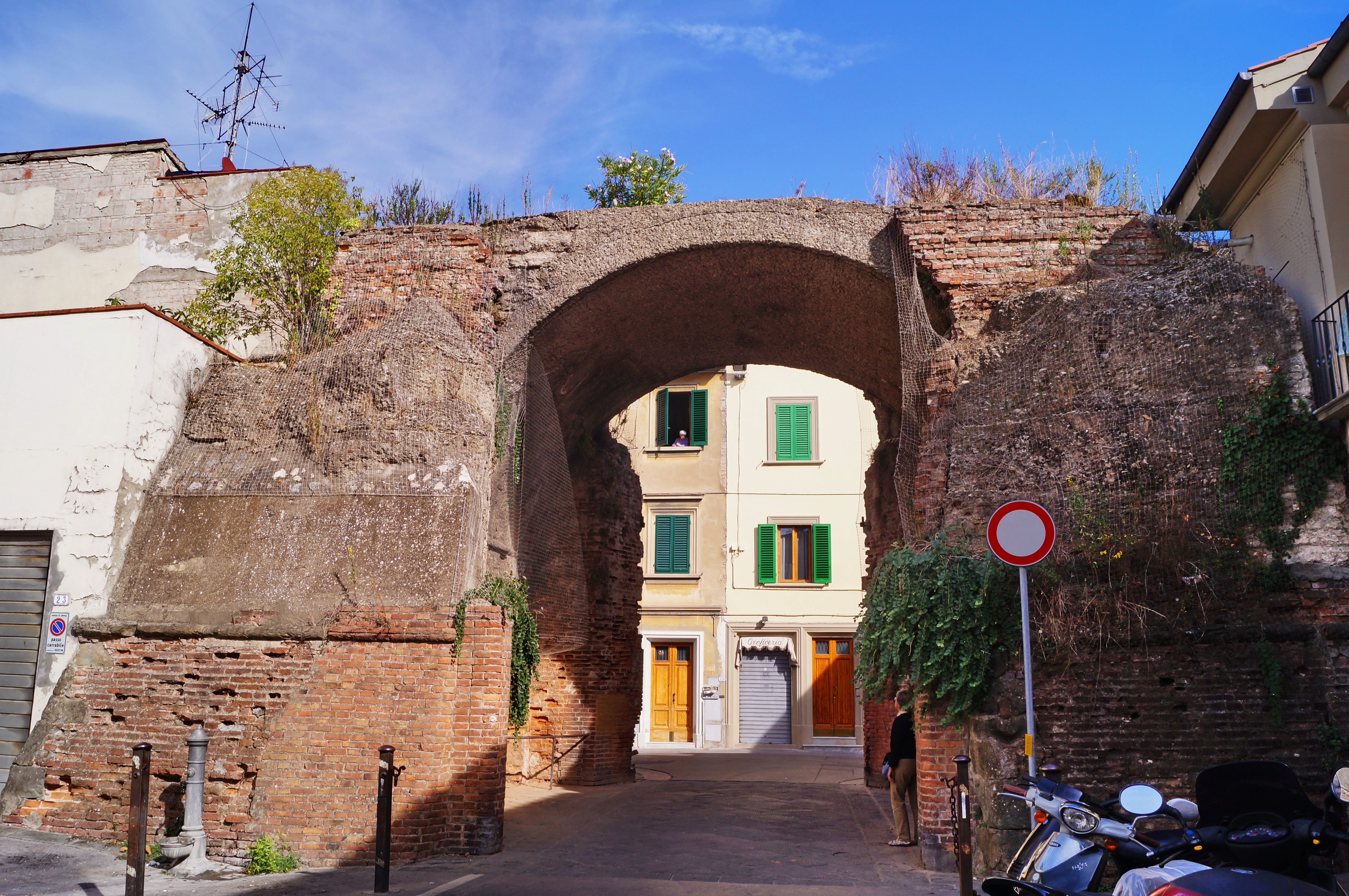
Porta Pisana o di Sant'Andrea (XV secolo) come appare oggi.

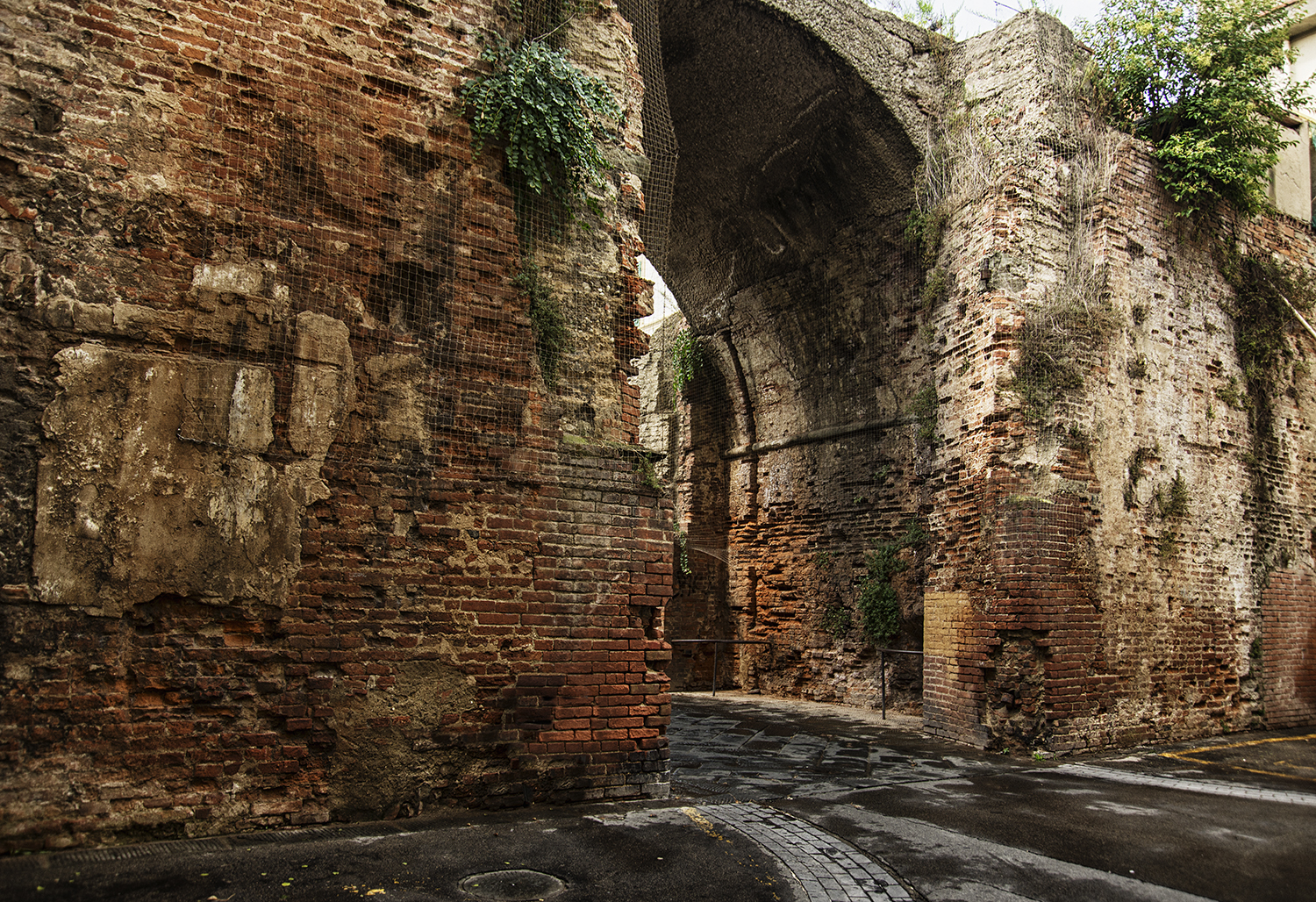
Porta Pisana XV-XVI secolo dopo le distruzioni belliche.

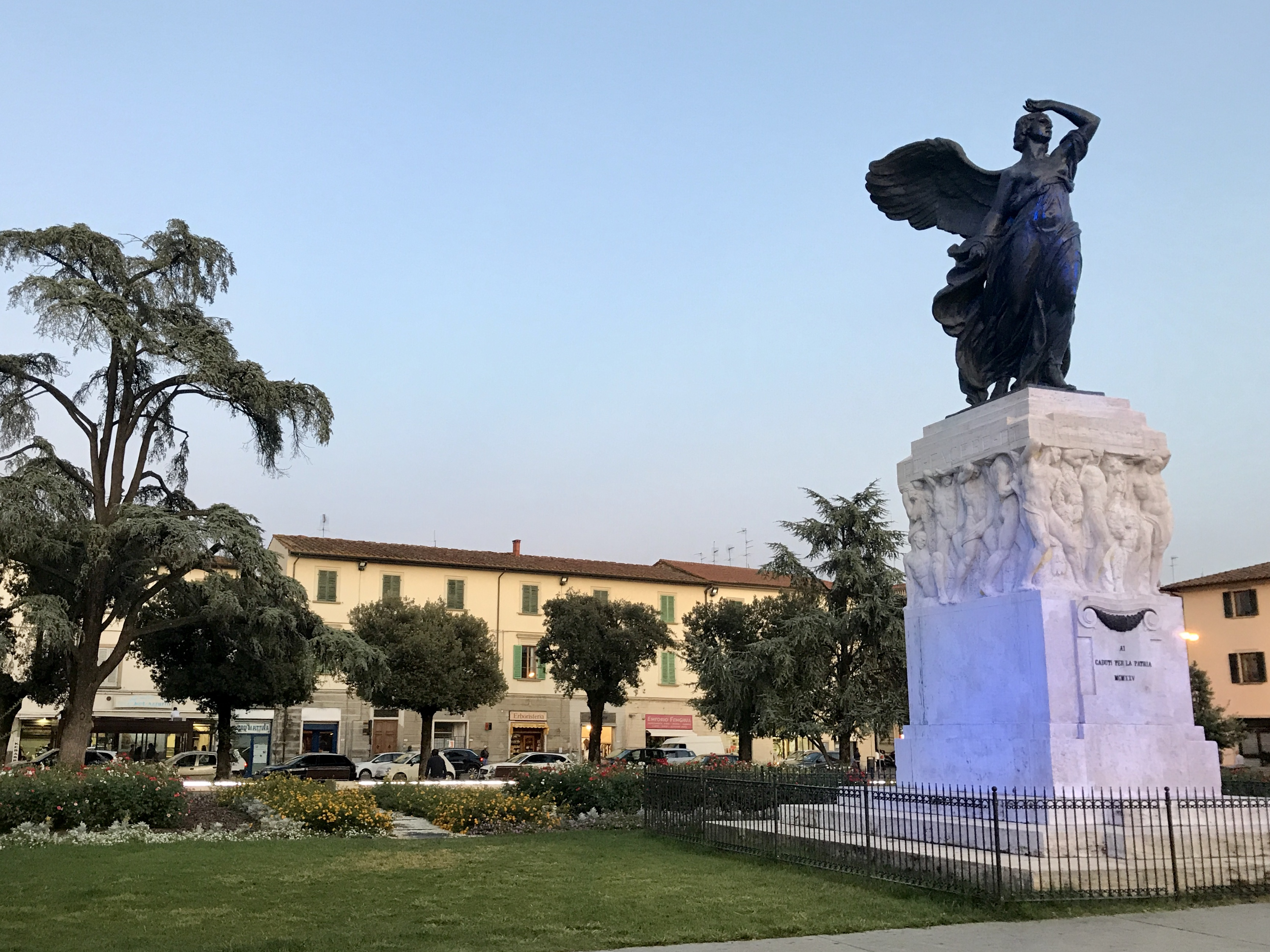
Piazza della Vittoria

#### Mura, porte e torri della città
- Torre dei Righi, via Paladini (XIV secolo)
- Torre dei Frati, via Cavour (XIV secolo)
- Porta Pisana o di Sant'Andrea, p.zza Garibaldi (XVI secolo)
- Torrione rotondo di Santa Brigida, via delle antiche mura (XVI secolo)
- Torrione rotondo di Tramontana, via Salvagnoli (XVI secolo)
- Torrione rotondo di Ponente, via Chimenti (XVI secolo)
- Torrione rotondo del Toro, via Roma (XVI secolo)
- Fortezza Medicea, via Roma-via G. da Empoli-via Ridolfi (XVI secolo)
- Bastione poligonale d'angolo N-W (XVI secolo d.C.)
- Bastione poligonale d'angolo S-W conservato solo in parte (XVI secolo)
- Mura del XVI secolo in Largo della Resistenza, via Cavour, Piazza 24 luglio, via delle Murina

##### Le mura
La cinta muraria che circonda la città è stata costruita in periodi storici diversi.
Una prima muraglia fu costruita nel 1119-1120 dai Conti fondatori grazie alla manodopera dei cittadini. Questa era una fortificazione di edifici, chiamata "castellare", molto robusta e circondata da un fossato; i lavori per il fossato rimasero però incompiuti.
La seconda fu edificata a metà nel 1256 e riguardò l'allargamento del perimetro, che prese la forma di un quadrato. Questa costruzione è stata scoperta grazie agli scavi di Walter Mauri e Marco Frati.
Agli inizi del Trecento vennero fatti alcuni miglioramenti. L'alluvione dell'Arno del 4 novembre 1333 danneggiò le mura empolesi che vennero ricostruite dal 1336 al 1345. Le nuove mura avevano la forma di un rettangolo, circondate da torrette e aperte tramite sei porte. Due di queste ultime furono chiuse tra il 1466 e il 1507; in questo periodo si occupò delle mura anche Giuliano da Sangallo.
Gli ultimi ritocchi di fortificazione furono apportati nel 1553, in seguito alla guerra di Siena. La struttura delle mura rimase poi invariata fino al Settecento, quando venne proposta la loro demolizione. Le mura, tuttavia, vennero risparmiate ed integrate all'architettura urbanistica presente ancora oggi.

#### Piazze storiche

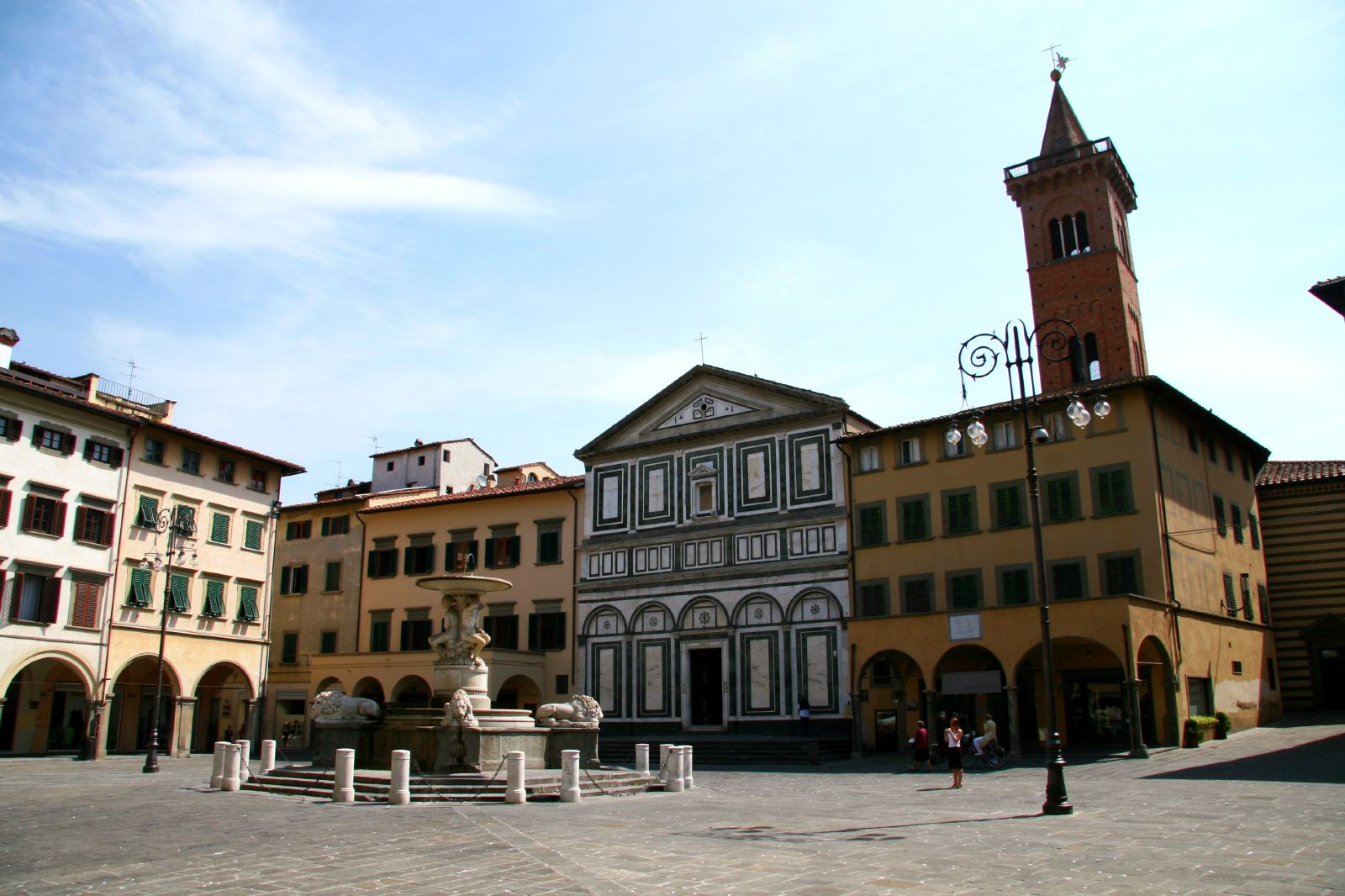
Piazza Farinata degli Uberti

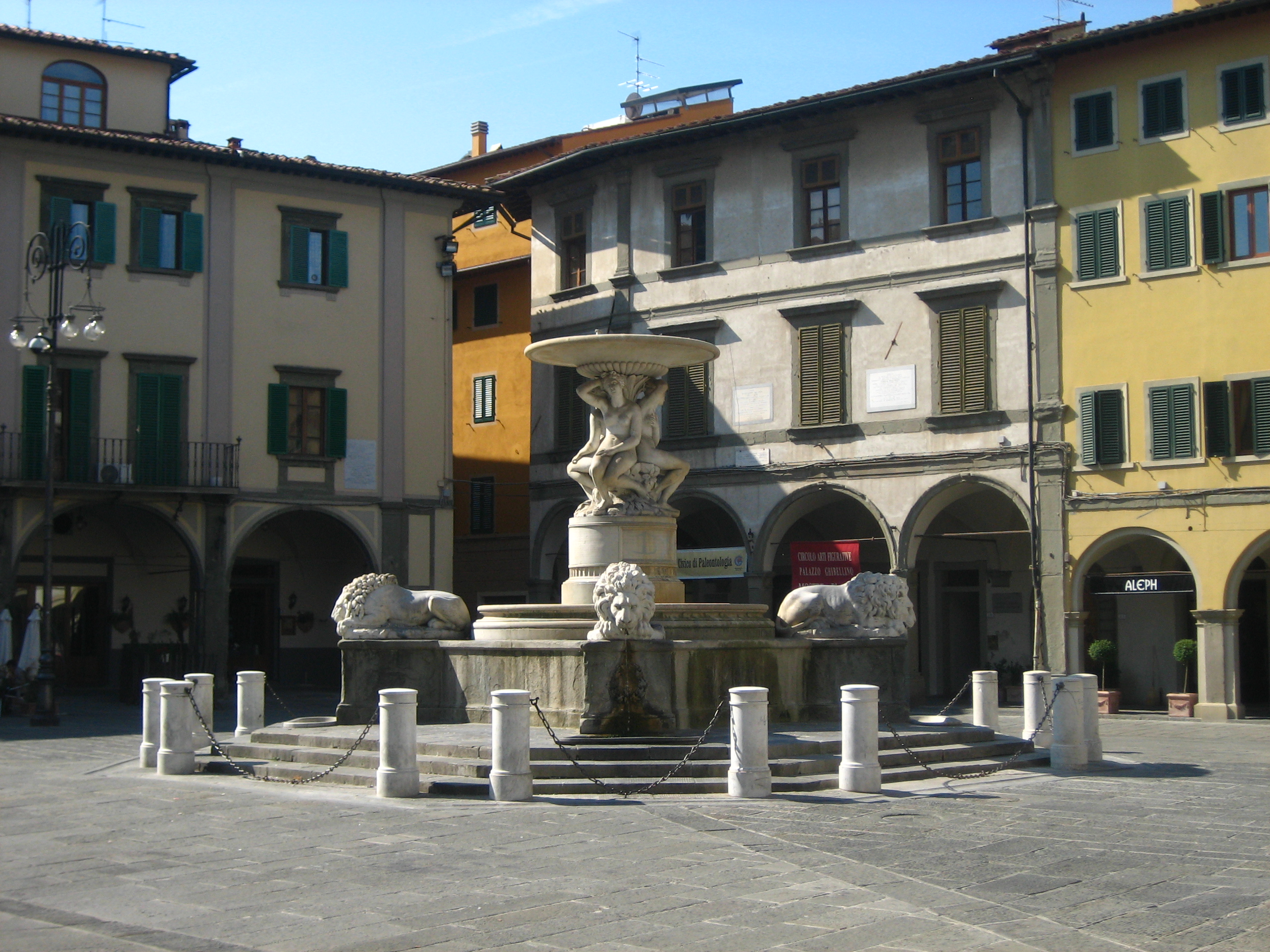
Fontana delle Naiadi (1827)

- Piazza Farinata degli Uberti: La storica piazza centrale della città, oggi popolarmente chiamata anche "piazza dei Leoni" per i quattro leoni che caratterizzano la fontana al centro della piazza, di Luigi Pampaloni (1827).
- Piazza della Vittoria: Una delle più grandi piazze cittadine, facente parte del centro storico e interessata da un'opera di riqualificazione negli ultimi anni assieme al Giro e alla Piazza Farinata, da parte degli architetti Italo Rota, Alessandro Baldassari, Susanna Viviani e Paolo Cinacchi, in esito del concorso di progettazione indetto nel 1997. Vi si affacciano oltre a numerose esercizi commerciali, come la Chiesa della Madonna del Pozzo e la Casa natale di Ferruccio Busoni.

### Aree naturali

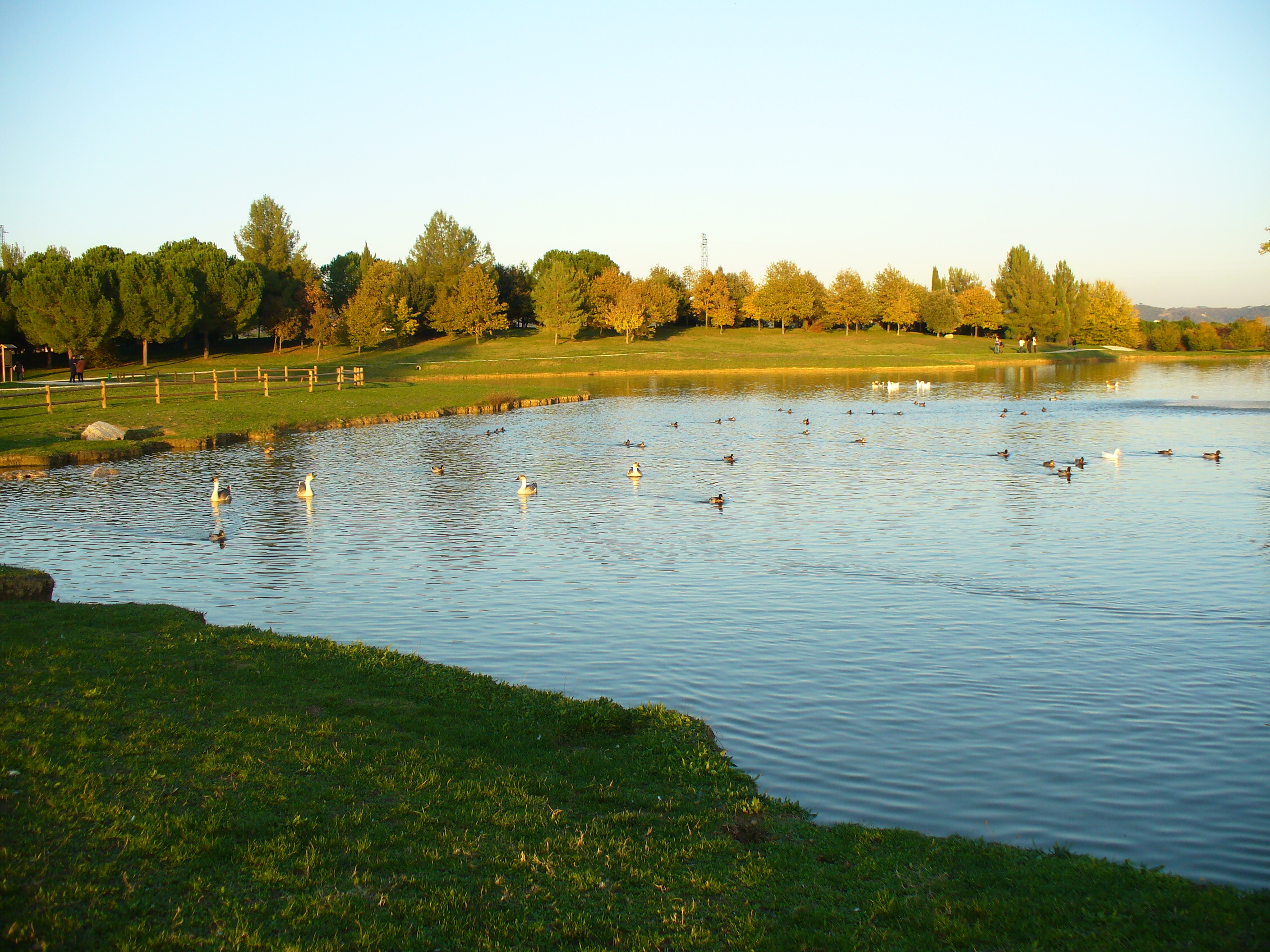
Parco di Serravalle

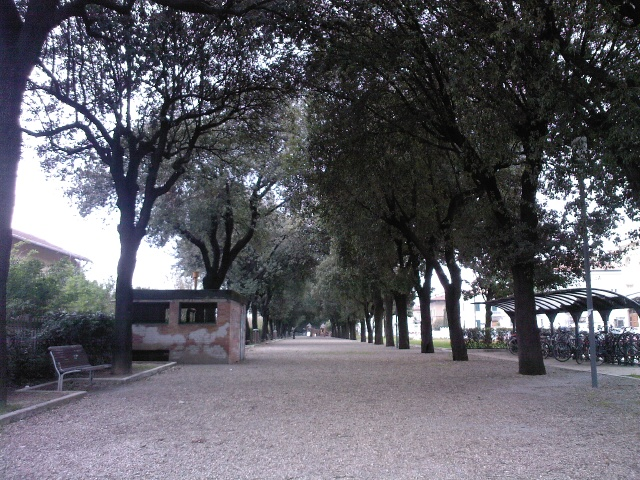
Parco della Rimembranza

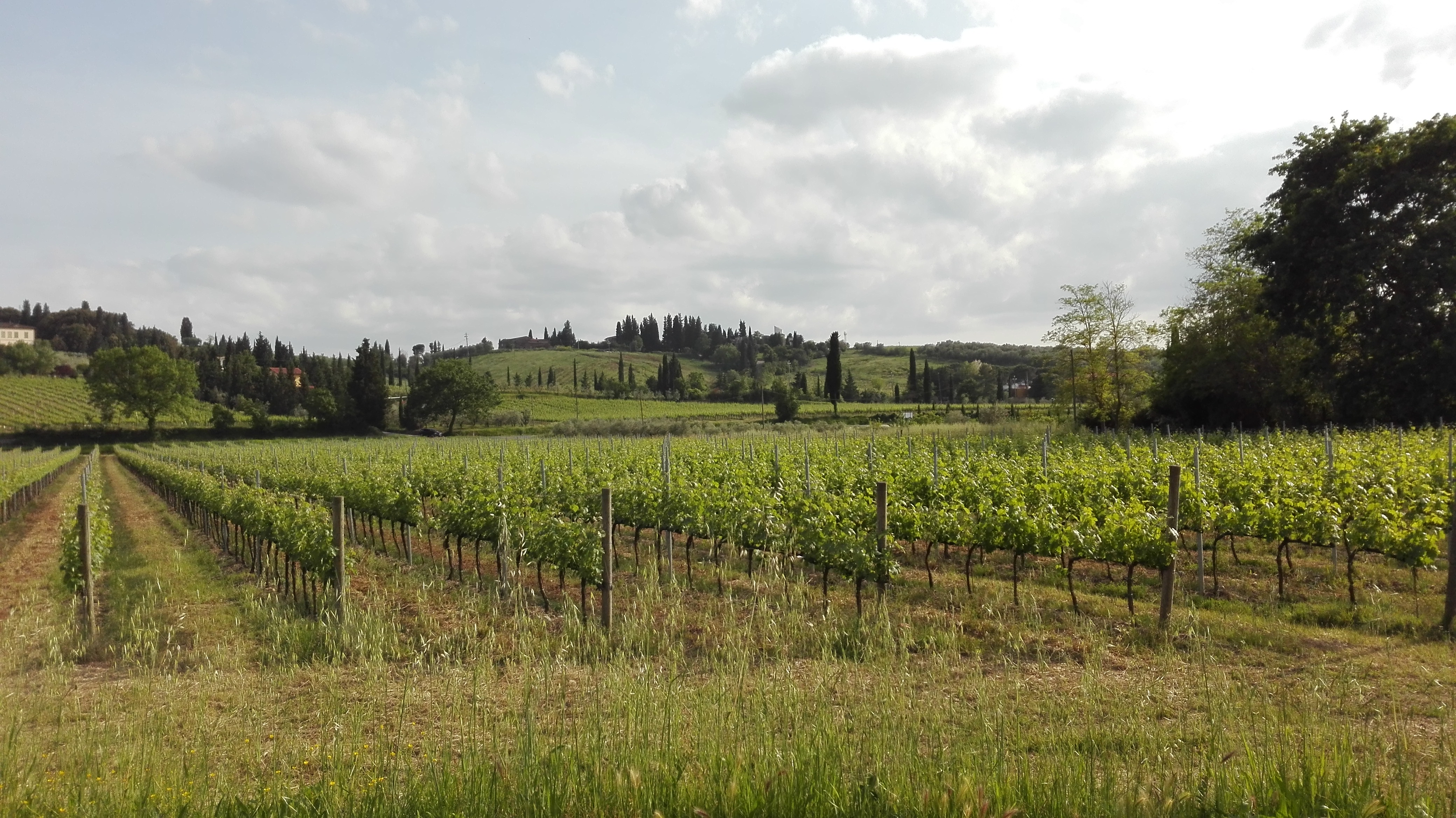
Campagna empolese

Empoli conta vari parchi pubblici e piccole aree verdi. Il più grande è il parco di Serravalle, che ha un'estensione di circa 1,8 km²: situato nella zona sportiva nella zona nord-est della città, fra Cortenuova e il fiume Arno, ha al suo interno un lago e un boschetto in cui vivono varie specie di animali. In questo parco si tiene due volte l'anno il luna park con i fuochi d'artificio e si svolgono inoltre altre manifestazioni, quali il BEAT Festival•Empoli, che propone un mix di contenuti diversi: musica, gastronomia, sport e altro. Il parco è collegato all'ospedale San Giuseppe attraverso la pista ciclabile che, partendo proprio da quest'area naturale costeggia l'Arno e va a confluire nella zona del polo ospedaliero.
Le altre principali aree verdi all'interno della città sono:
- Parco della Rimembranza: situato in via Bruno Buozzi proprio accanto alla ferrovia e alla stazione ferroviaria di Empoli.
- Parco di Ponzano: situato nell'omonimo quartiere nella zona sud della cittadina, anche questo costeggiato da un lato dalla ferrovia.
- Giardini di piazza Matteotti
- Giardini di Carraia
- Giardini di piazza Toscanini
- Parco Mariambini
- Parco delle Montagnole

Altri giardini pubblici hanno un'estensione trascurabile.

## Società

### Evoluzione demografica
Secondo i dati ISTAT al 1º gennaio 2023, gli abitanti di Empoli erano 48 922 (divisi tra 23 708 maschi e 25 214 femmine) Abitanti censiti

- Comuni italiani per popolazione

### Etnie e minoranze straniere
Secondo i dati ISTAT al 1º gennaio 2023 la popolazione straniera residente era di 8381 persone, il 17,1% della popolazione.
Le nazionalità maggiormente rappresentate erano:
- Cina 3032
- Romania 795
- Albania 777
- Filippine 762
- Georgia 510
- Marocco 392
- Nigeria 330
- Senegal 213
- Pakistan 156
- Perù 137

### Strutture sanitarie

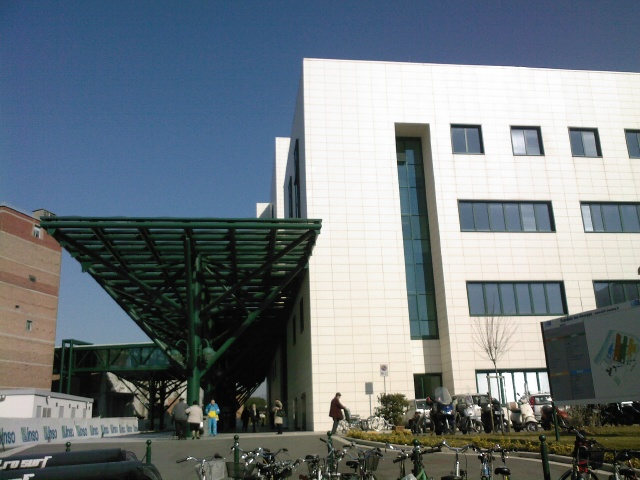
Ospedale San Giuseppe

Nel comune di Empoli (e non solo) opera l'azienda USL 11 Empoli che ha il suo centro direzionale in via dei Cappuccini (nel quartiere di Ponzano).
In città è presente l'Ospedale San Giuseppe di Empoli, struttura di carattere provinciale per grandezza, è composta di diversi edifici alcuni dei quali vengono via via dismessi e adibiti ad altro uso per essere trasferiti nella nuova struttura di viale Boccaccio (antistante l'Arno) costruita negli ultimi anni. Questa struttura offre tutti i principali servizi medici ai cittadini del circondario Empolese-Valdelsa suddivisi in aree specifiche:
- Area emergenza e terapie intensive
- Area materno infantile
- Area medica
- Area chirurgica
- Attività ambulatoriali

## Cultura

### Istruzione
Il Conservatorio Santissima Annunziata è una istituzione storica che comprende ora una scuola primaria, una scuola media (scuola secondaria di primo grado), un Liceo linguistico e un Liceo scientifico bilingue.

#### Biblioteche

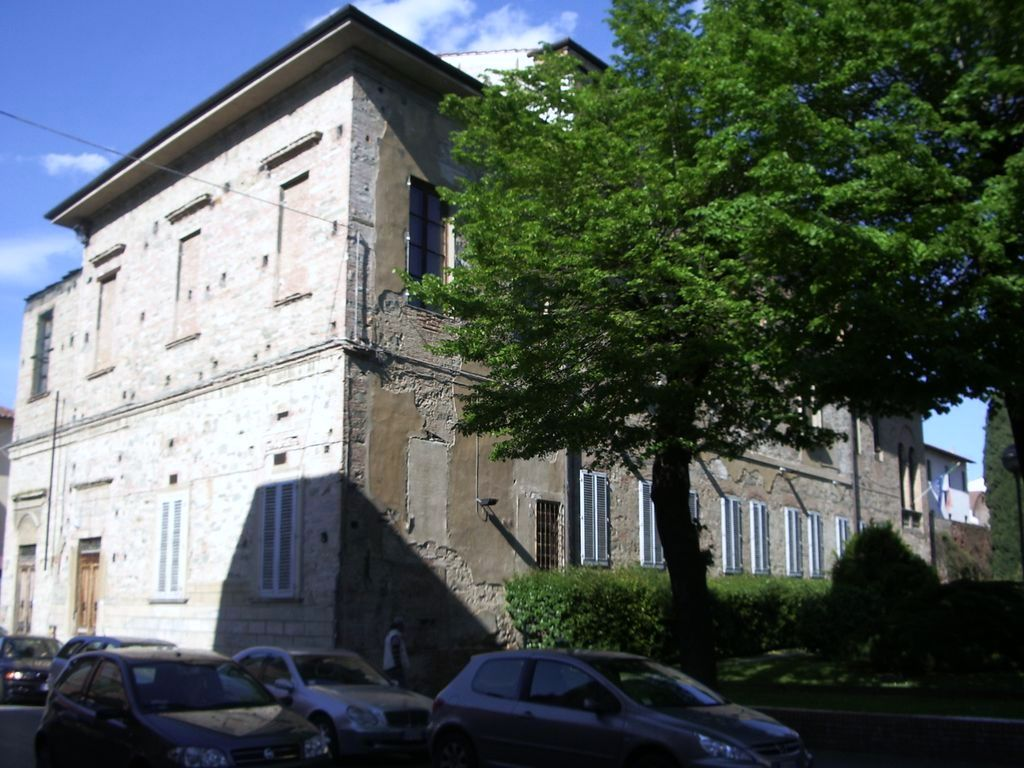
Biblioteca Comunale

La biblioteca comunale di Empoli è intitolata a Renato Fucini, e si trova nel centro storico in via Cavour.
È capofila della rete Reanet che raccoglie le 13 biblioteche comunali del territorio Empolese-Valdelsa e medio Valdarno. La biblioteca contiene 134 000 opere tra documenti stampati e materiale multimediale (offre anche un servizio di noleggio gratuito di film in VHS e DVD).
Empoli ha il proprio Archivio storico che oltre a conservare la memoria storica della città, svolge la funzione di archivio di deposito centralizzato che documenta l'attività amministrativa dell'ente. Presso l'archivio storico hanno sede inoltre il Centro di documentazione del vetro e il Centro di documentazione sull'Antifascismo dedicato a Remo Scappini.

#### Musei
- Pinacoteca Museo della Collegiata di Sant'Andrea
- Museo Civico di Paleontologia di Empoli
- Casa di Ferruccio Busoni
- Casa natale del Pontormo, a Pontorme
- MUVE Museo del vetro di Empoli
- Museo Archeologico in fase di ultimazione
- Galleria d'arte moderna e della resistenza[39]

#### Università
A Empoli erano presenti distaccamenti e succursali dell'Università degli Studi di Firenze relativi a diverse facoltà. Nel 2020 il Circondario Empolese ha smesso di sovvenzionare la spesa di questi corsi, con la conseguente chiusura.

### Media

#### Stampa
Ha sede ad Empoli la redazione del giornale on-line Gonews.it, oltre che alle sedi locali de La Nazione e Il Tirreno.
Altre pubblicazioni sono: Il Segno di Empoli, organo della locale Pro Empoli, il mensile "Emporium", il Bullettino Storico Empolese, edito a cura della Pro Loco (accoglie saggi di particolare valore storico ed è stato diretto da Giuliano Lastraioli), Milliarium periodico di informazione archeologica a cura dell'Associazione Archeologica Volontariato Mediovaldarno.

#### Televisione
Ha sede ad Empoli, nella zona industriale Terrafino, l'emittente televisiva locale Antenna 5, che trasmette ad Empoli e in alcuni comuni limitrofi. Il 1º ottobre 2018 ha cessato definitivamente le trasmissioni.

#### Radio
- Orme Radio
- Radio Lady
- Radio SeiSei Vintage

### Il giro d'Empoli

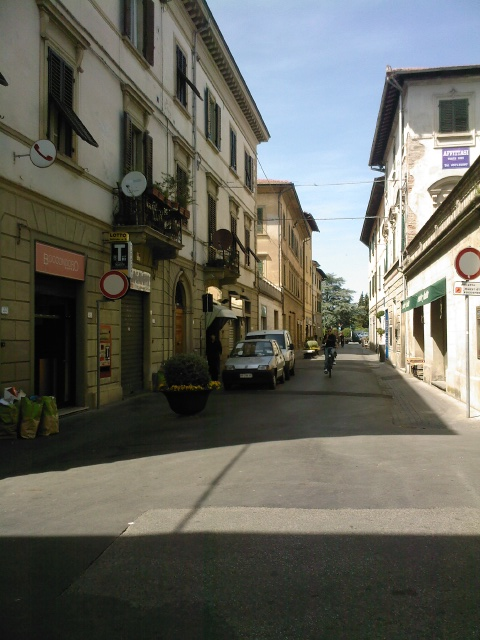
Via Ridolfi, una delle principali vie del Giro d'Empoli

Il giro d'Empoli è la passeggiata cittadina, il luogo degli incontri, dei saluti e degli acquisti, quella che in altre tradizioni è la "vasca" o "struscio".
Si percorre uscendo dalla piazza Farinata degli Uberti dalla parte del canto Pretorio, poi, girando sempre a sinistra, si prosegue per un tratto di via Giuseppe del Papa, poi di via Ridolfi, poi di via del Giglio e infine, dopo la quarta svolta a sinistra, siamo nuovamente in piazza Farinata.
Originariamente in passato gli uomini percorrevano il giro nel senso descritto sopra, mentre le donne lo percorrevano in senso inverso, facendo così sia gli uomini che le donne potevano vedere la persona amata o che interessava per ben due volte ogni giro. Questa pratica non è più in uso da molti anni, però "i' giro d'Empoli" è rimasto comunque il punto principale d'incontro della città.

### Teatro
Rassegne teatrali si svolgono presso il Cinema Teatro Excelsior e presso il Teatro Shalom
Inoltre nel 2024 è prevista la costruzione di un nuovo teatro comunale, denominato Il Ferruccio

### Eventi

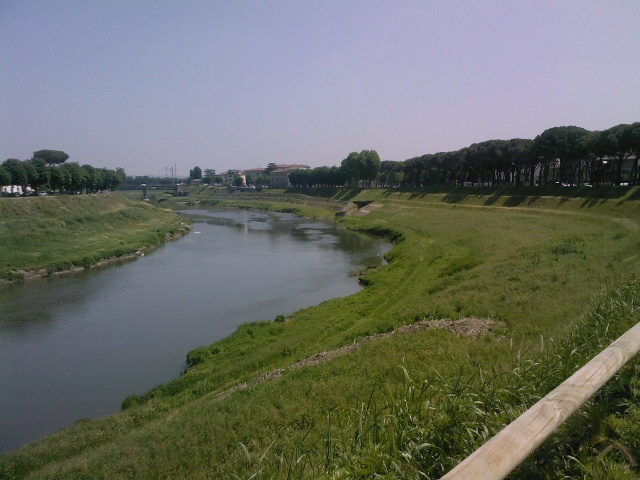
L'Arno costeggiato dalla SS67

#### Eventi tradizionali

##### Mercato
La presenza del mercato del giovedì risale già all'XI secolo, quando si svolgeva all'ombra dell'olmo che troneggiava al centro della piazza Farinata degli Uberti. Successivamente il luogo è cambiato più volte (oggi il mercato è nei pressi dello stadio Castellani), ma il giorno è rimasto ancora il giovedì.

##### Volo del ciuco
In occasione del Corpus Domini, dal 1397 al 1860, venne istituita questa festa, durante la quale un asino veniva tirato in cima al campanile della Collegiata, legato ad una corda e fatto "volare", scivolando lungo la corda e sbattendo contro il Palazzo Ghibellino.
La manifestazione fu istituita in memoria della vittoria nella battaglia contro San Miniato, i cui generali affermarono per scherno che avrebbero visto prima gli asini volare che la loro città vinta dagli empolesi.
Nel 1860 la manifestazione fu abolita dal Granduca di Toscana, sia per la crudeltà verso l'animale, che per il sentimento di odio verso un'altra città.
Dal 1981 per pochi anni, e di nuovo dal 2008, viene rievocata la manifestazione, con un asino finto.

##### Volo del Becco
L'attuale quartiere di Pontorme, secondo le note storiche dal 780 ad oggi (http://www.archeogr.unisi.it/repetti/dbms/skcm.php?id=3383 Archiviato il 4 ottobre 2015 in Internet Archive.), era un castello con tanto di mura in grado di difendersi e munito di una torre sulla quale suonava la campana protettrice. Questa campana, forgiata nel 1278, a causa della distruzione delle mura e della torre, venne atterrata nel 1786 e successivamente, nel 1821, montata (dov'è attualmente) sul neo-costruito campanile della chiesa prioria di S. Michele a Pontorme.
Secondo le note storiche, almeno dal 780 al 1786, veniva fatto volare un becco (caprone ndr.), dalla torre. Questo volo, per un periodo, viene fatto coincidere con il festeggiamento del santo patrono San Michele e per un altro, più recente, con la domenica successiva ai festeggiamenti del Corpus Domini di Empoli e il conseguente Volo del Ciuco. A Pontorme, il Corpus Domini, si festeggiava e si festeggia la domenica successiva a quello in Empoli.
Dal 2008, viene rievocata la manifestazione, con un becco finto, il primo sabato di settembre dando inizio ad una festa che in due giorni rivive la sua storia nobile, culturale, artigiana, artistica (qui è nato Jacopo Carrucci detto "Il Pontormo" e Alessandro Marchetti celebre professore dell'Università pisana) e folkloristica.

##### Fiera del Corpus Domini
La Fiera del Corpus Domini e la Fiera di settembre sono una tradizione storica. Il luogo dell'evento è cambiato molte volte nel corso degli anni: un tempo si svolgeva nel Campaccio (attuale Piazza della Vittoria), per passare poi in piazza Gramsci e, da circa dieci anni, nel parcheggio del Parco di Serravalle, vicino allo stadio Castellani e alla piscina comunale. Da molti anni la Fiera è un classico luna park.

#### Eventi moderni

##### Festival delle Arti Distratte
Nel mese di gennaio la "Compagnia delle arti distratte" organizza il Festival delle Arti Distratte dedicato al mondo del circo e della giocoleria di strada, richiamando l'interesse degli amatori delle arti circensi in tutta Italia.

##### Veglioncino Mascherato
Una tradizione empolese è il Veglioncino Mascherato, carnevale per bambini che si svolge al Palazzo delle Esposizioni di Empoli l'ultimo giorno di carnevale di ogni anno; la prima edizione risale al 1952.

##### Dama di birra
A maggio, per 3 giorni, nella frazione di Corniola si svolge dal 1991 una manifestazione denominata Dama di birra. L'attrazione principale è il gioco della dama con i bicchieri pieni di birra a fare da pedine.

##### Empolissima
Nella stagione autunnale (ottobre) e nella stagione primaverile (maggio) si svolge di domenica Empolissima, una manifestazione svolta nel centro della città con banchi del mercato e negozi aperti per l'intera giornata e diverse iniziative di carattere sociale.

##### Luci della città
Per tutto il mese di luglio ogni martedì e giovedì si tiene Luci della città, in cui tutti i negozi e attività commerciali del centro storico restano aperti fino a tarda notte e spesso in piazza Farinata degli Uberti e in piazza della Vittoria vengono organizzati eventi.

##### Ludicomix
Dal 2004 si svolge ad Empoli un'interessante manifestazione di giochi, videogiochi e fumetti chiamata Ludicomix che si svolge di solito a marzo (con eccezione della prima edizione che ha avuto luogo a novembre) ed è diventata un appuntamento fisso per tutti gli appassionati del settore.

##### Pontorme in Festa
Dal 2008, il primo fine settimana di settembre, il quartiere di Pontorme rivive la sua ricca storia fatta di arte, musica, teatro e tradizioni. La festa inizia con la sfilata storica e la rievocazione del "Volo del Becco" e poi tutti a far "festa tuttavia, chi vuol esser lieto sia del doman non v'è certezza"!

##### Libeccio Music Festival
Dal 2011, nel Palazzo delle Esposizioni per la durata di 3 giorni, si tiene una rassegna musicale, organizzata dall'associazione Nox, per permettere alle band locali di suonare su un palco insieme ad artisti di rilievo.

##### EmpoliGames
Dal 2014 a fine settembre l'Associazione Storico Culturale Empolese Valdelsa organizza presso il PalaExpo un evento a carattere nazionale di wargames storici e fantasy e giochi da tavolo che vede arrivare in città appassionati da tutto il paese.

##### BEAT Festival
Dal 2015, l'ultimo fine settimana tra agosto e settembre, nel Parco di Serravalle si svolge il BEAT Festival, un festival che propone una varietà di contenuti: musica, cibo di strada, birra artigianale, sport. È stato subito apprezzato dal pubblico, arrivando a contare più di 100 000 presenze nell'edizione del 2018.

## Geografia antropica

### Quartieri
- Arno Vecchio
- Avane
- Cascine
- Centro storico
- Cerbaiola
- Carraia
- Empoli Vecchio
- Piazzano
- Pontorme
- Ponzano
- Riottoli
- San Donato in Val di Botte
- San Frediano in Val di Botte
- Serravalle
- Terrafino
- Vitiana

## Economia

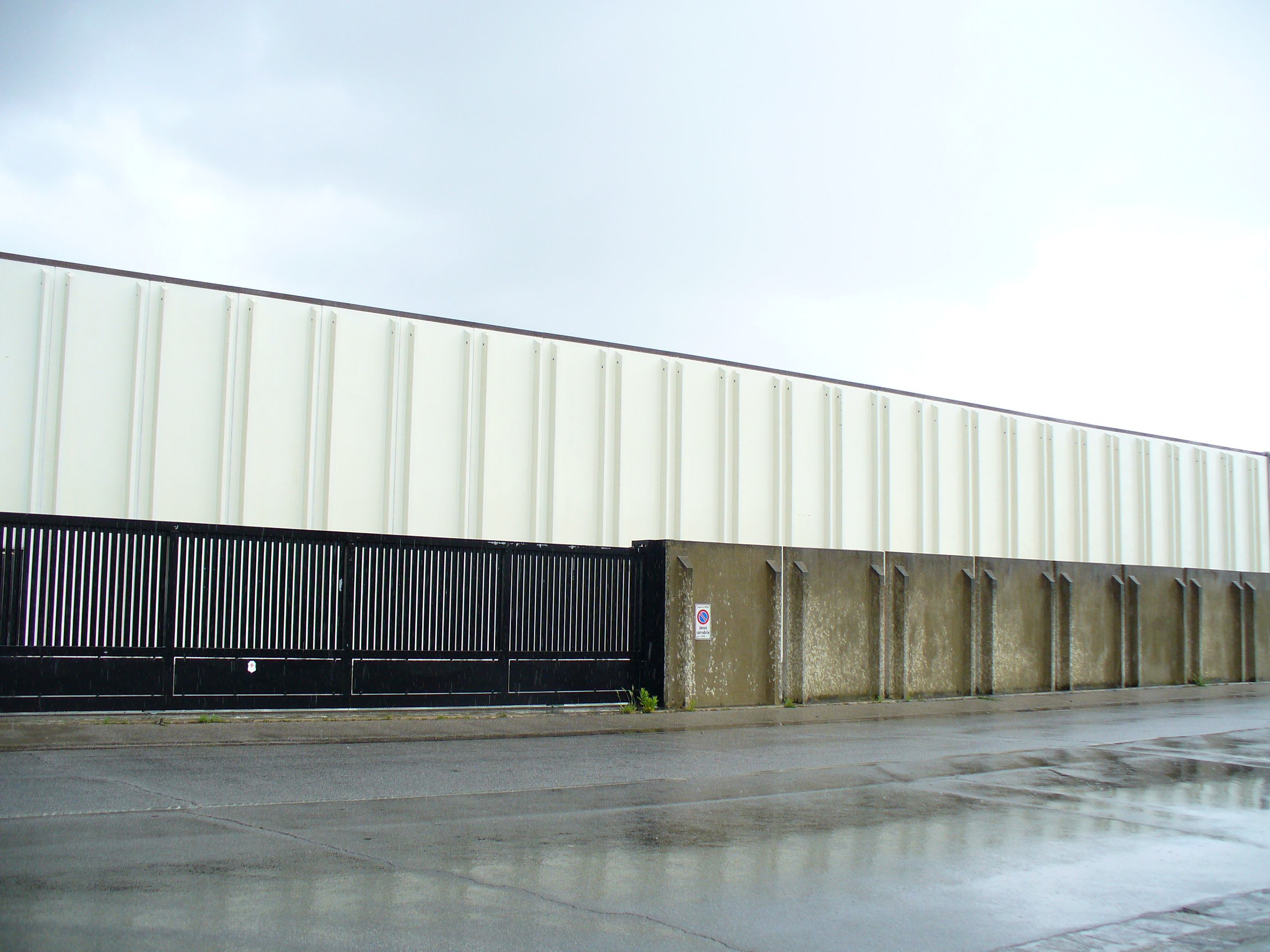
Sammontana, una delle maggiori realtà industriali della città

Empoli è stata un mercato fiorente di prodotti agricoli, tanto da dare il nome ad una varietà commerciale di carciofo.
Sempre nell'ambito alimentare da ricordare la presenza della Sammontana, il marchio di gelati di riferimento in Italia, escludendo le realtà multinazionali Unilever-Algida e Nestlé-Motta. Importanti per lo sviluppo economico della cittadina nel XX secolo le vetrerie, ormai quasi tutte chiuse, e le confezioni che ricevettero notevole impulso dalle commesse per la produzione di cappotti e impermeabili durante la prima guerra mondiale e seppero poi svilupparsi notevolmente.
Altre importanti aziende sono il gruppo Var-Sesa (uno dei principali partner IBM italiani), il gruppo Cabel (centro di assistenza bancaria), Irplast S.p.A (produzione film e nastri adesivi), Timenet (provider di telecomunicazioni) e le industrie Bitossi.

## Infrastrutture e trasporti

### Strade

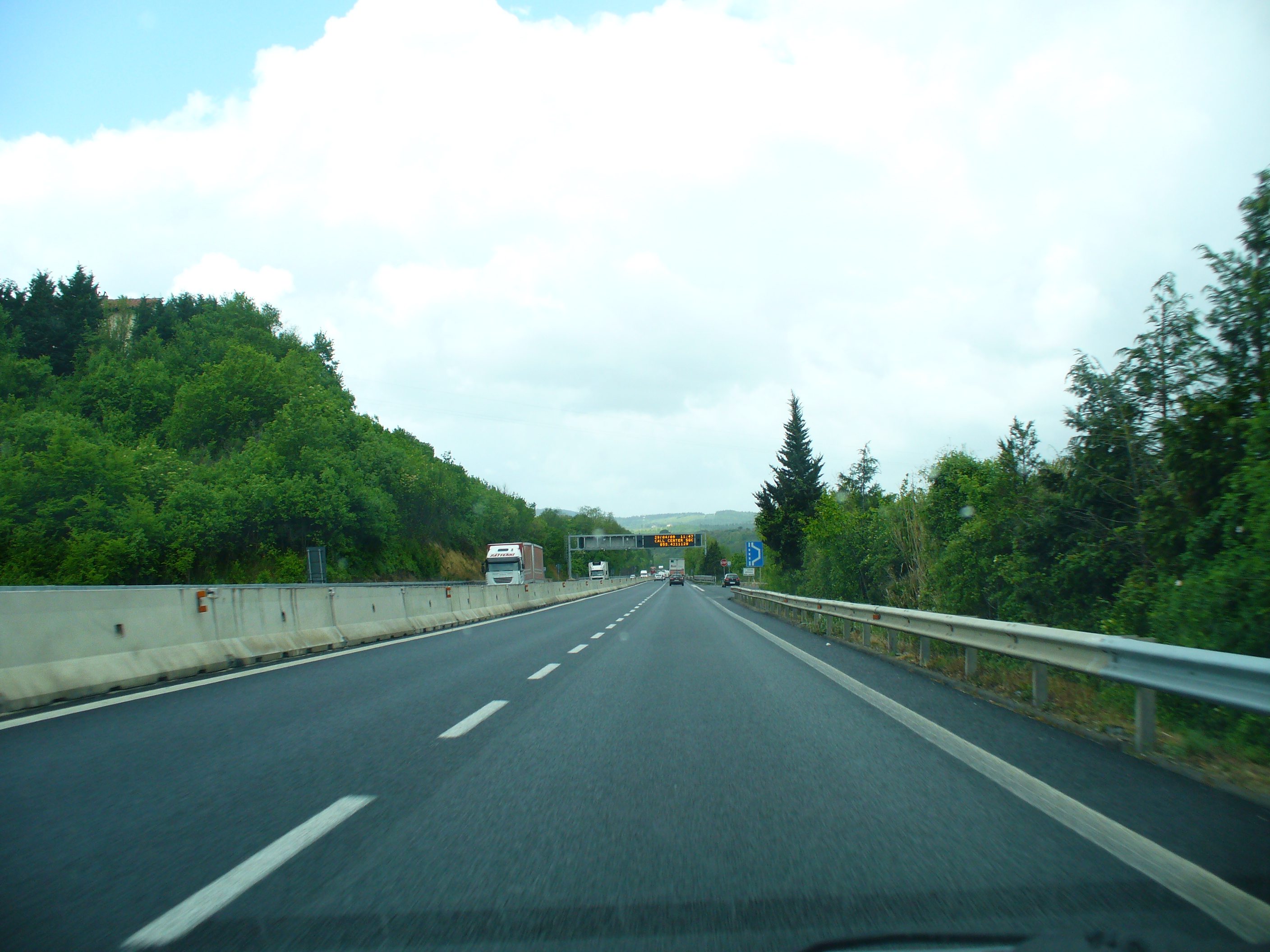
SGC FI-PI-LI

La città è servita dalla Strada di grande comunicazione Firenze-Pisa-Livorno (SGC FI-PI-LI) che la collega al capoluogo fiorentino, Pisa e Livorno, alla quale vi si accede tramite 3 svincoli:
- Empoli Est: immette sulla Strada Statale 67 Tosco Romagnola (lato Firenze), collega all'area commerciale e industriale Pontorme e allo Stadio Comunale "Carlo Castellani";
- Empoli: porta al centro commerciale nel quartiere di Santa Maria, alla zona scolastica, alla tangenziale ovest per l'ospedale e Sovigliana-Vinci, alla circonvallazione sud, alla Variante SR 429;
- Empoli Ovest: porta alla più grande zona industriale di Empoli denominata Terrafino , al ponte sull'Arno di Marcignana per Cerreto Guidi, alla frazione Ponte a Elsa.

Altra strada degna di nota è la Strada Statale 67 Tosco Romagnola, che attraversa Empoli da sud ovest (provenendo dalla frazione di Ponte a Elsa) ad est in direzione Montelupo Fiorentino.
Per quanto riguarda il centro storico, sono da citare le tre strade che costituiscono il caratteristico Giro d'Empoli: via Cosimo Ridolfi, via del Giglio, via Giuseppe del Papa, più piazza Farinata degli Uberti che conclude il giro.

### Ferrovie

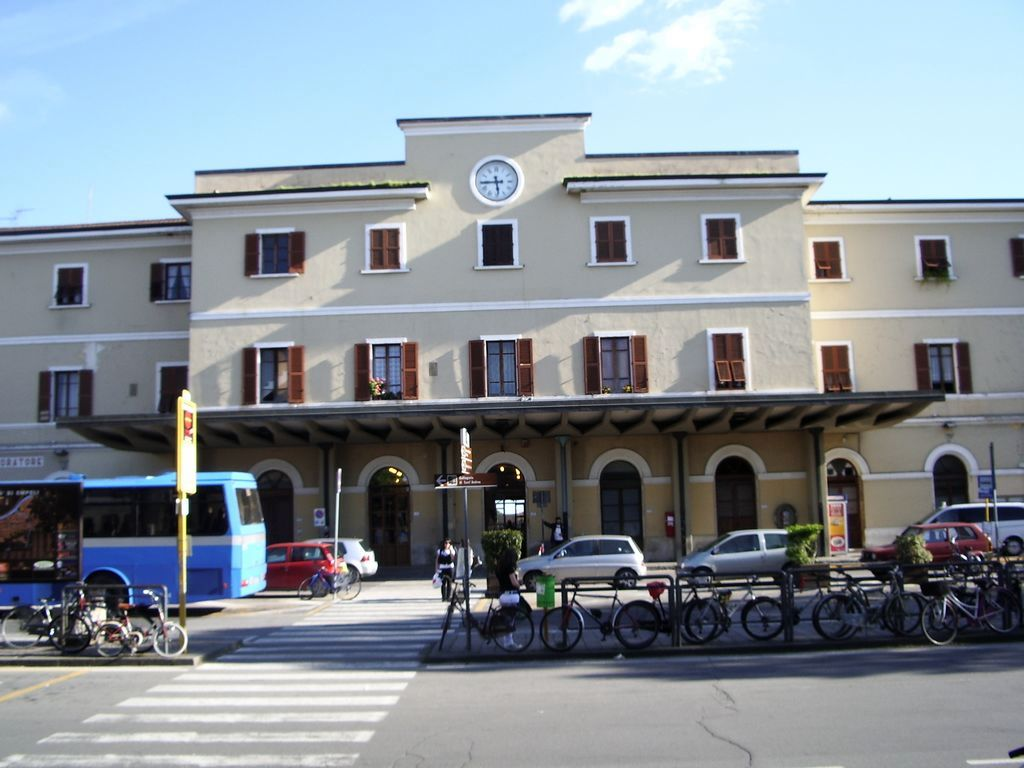
La stazione FS

La città è servita dalla Stazione FS/RFI di Empoli, posta sulla linea ferroviaria Livorno-Pisa-Firenze (già strada ferrata "Leopolda", aperta fino a Firenze nel 1848) e diramazione della linea per Siena-Chiusi (già strada ferrata "Centrale Toscana", aperta fino a Siena nel 1850).
La stazione è capolinea dei treni del servizio metropolitano per Firenze Porta al Prato.
In territorio empolese è inoltre presente la stazione di Ponte a Elsa, situata nell'omonima frazione del Comune di Empoli, che si trova sulla ferrovia Empoli-Siena-Chiusi.

## Amministrazione

### Gemellaggi
- Aubervilliers
- Besançon
- Namur
- Sankt Georgen an der Gusen
- Toledo

## Sport

### Calcio
La squadra di calcio è l'Empoli Football Club, che nella stagione 2024-2025 milita in Serie A. La società, che ha disputato 17 stagioni di Serie A, vanta tre campionati di Serie B e, nella stagione 2007-2008 ha partecipato alla Coppa UEFA. Nell'Empoli hanno militato calciatori che hanno vestito le maglie della Nazionale italiana come Antonio Di Natale, Alberto Gilardino, Claudio Marchisio, Sebastian Giovinco, Éder, Manuel Pasqual, Ignazio Abate, Massimo Maccarone, Mirko Valdifiori e Daniele Rugani, oltre ad importanti allenatori come Renzo Ulivieri, Luciano Spalletti e Maurizio Sarri.

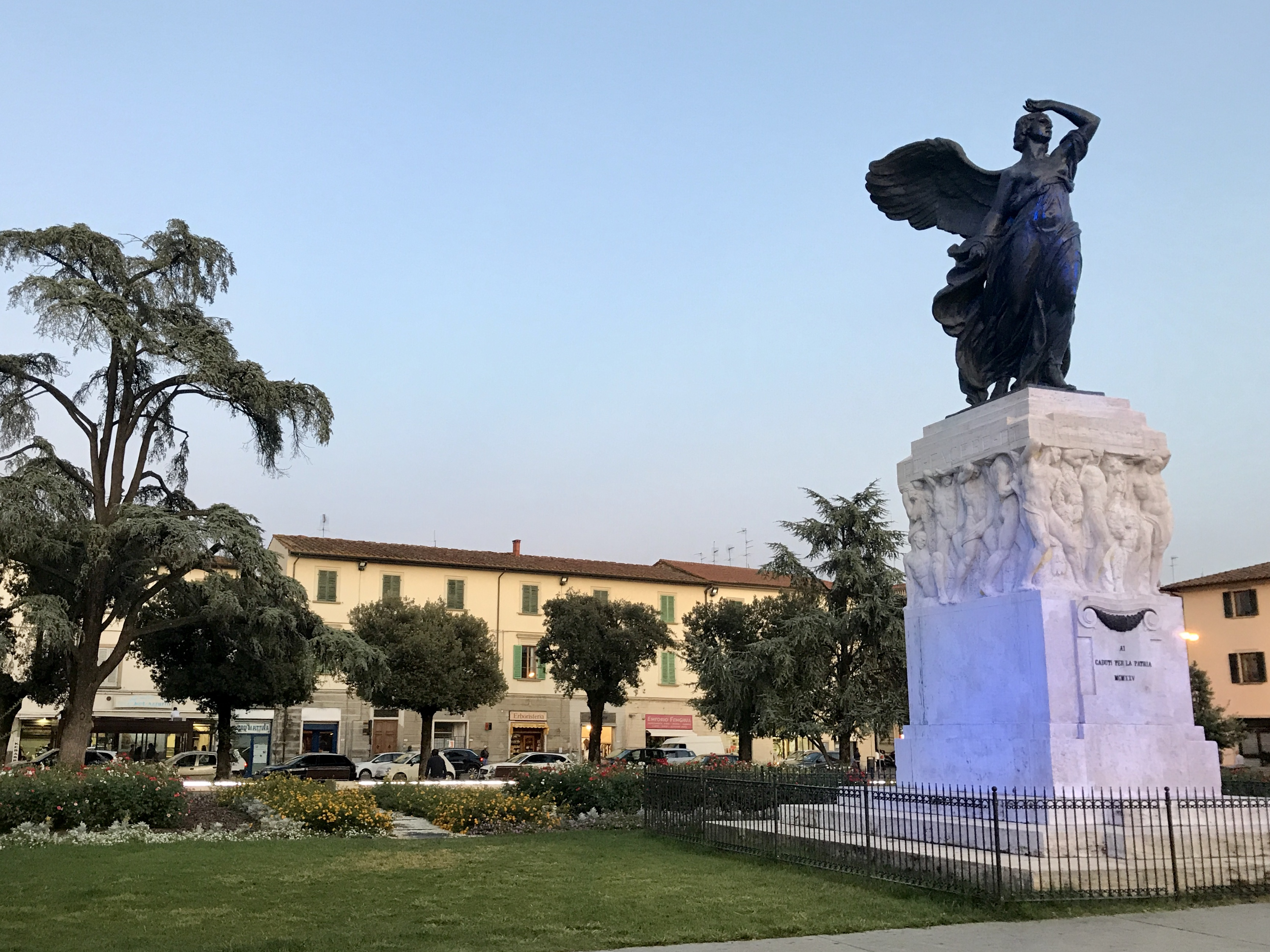
Piazza della Vittoria

A Empoli è presente la Sez. Arbitri dell'Associazione Italiana Arbitri F.I.G.C. "G. Galigani".

### Ciclismo
A Empoli è attiva dal 1977 la società ciclistica dilettantistica G.S. Maltinti Lampadari, che ha avuto tra le proprie file negli anni ciclisti poi passati al professionismo come Angelo Citracca, Daniele Righi, Marco Zamparella e Iván Sosa, e che è attiva nell'organizzazione di diverse classiche del calendario dilettantistico, tra le quali spiccano la Firenze-Empoli, il Gran Premio Città di Empoli e il Gran Premio Città di Vinci.

### Dodgeball
A Empoli ha sede la Empoli Swarm ASD, prima società di dodgeball della provincia di Firenze, che vanta una medaglia di bronzo (2024) e due medaglie d'argento (2019 e 2022) nel Campionato Nazionale Maschile e una medaglia d'argento nel Campionato Nazionale Femminile (2022). Sono inoltre gli attuali campioni toscani nelle categorie Open e U12.
Nel 2021 la società è stata insignita del premio "Una città per lo sport - Albano Aramini" dal Comune di Empoli, per il suo impegno nel sociale e in particolar modo nella sensibilizzazione sulla lotta alla violenza sulle donne.

### Hockey-in-line
La Hockey Empoli, comunemente detta Flying Donkeys, disputa il campionato di Serie A. Le gare si svolgono sulla pista coperta in via delle Olimpiadi attigua alla tribuna coperta dello stadio Carlo Castellani.

### Nuoto
La Team Nuoto Toscana Empoli ha sede alla piscina comunale in Viale delle Olimpiadi.

### Pallacanestro
Le due squadre locali di pallacanestro sono la USE e la Pallacanestro Empoli militanti, rispettivamente in DNB e in DNC.
La rappresentativa femminile dell'USE basket milita nel campionato di serie A1 dalla stagione 2018/2019 dopo aver vinto, l'anno precedente, il campionato di serie A2.

### Pallanuoto
Ad Empoli è presente la società Etruria pallanuoto.La squadra maschile milita in Serie C, mentre quella femminile in Serie B.

### Pallavolo
Empoli è sede di società sportive dedicate alla pallavolo: U.S.E Pallavolo, Cascine Volley Empoli, Empoli Pallavolo.

### Pugilato
Ad Empoli è presente dal 1976 la palestra di pugilato federale FPI/CONI costituita dal maestro Franco Sanseverino che negli anni ha cambiato varie denominazioni, da Boxe Pontorme, Boxe Empoli, a Boxe Pontorme Empoli e dal 2017 Pugilistica Sanseverino Scardigli. Negli anni si è sempre distinta forgiando atleti che hanno militato nella nazionale e a livello professionistico internazionale.

### Rugby
Empoli ha una propria squadra di rugby, l'Empoli Rugby ASD, nata nel 2006 e partecipante al campionato di serie C, girone 3, alla Coppa Italia femminile e al campionato regionale Under 17. Le partite e gli allenamenti si svolgono presso il campo sportivo "Pagnana" nell'omonima frazione.

### Scherma
Ad Empoli sono presenti due società che svolgono attività agonistica e non agonistica: il Club Scherma Empoli e il Club Scherma Cambiano.

### Impianti sportivi
La maggioranza degli impianti e attività sportive della città si concentrano nella zona sportiva posta nei pressi del parco di Serravalle.
Qui troviamo oltre al parco che offre diversi percorsi per la corsa, la piscina comunale (viale delle Olimpiadi), lo Stadio Carlo Castellani che oltre alla palestra e la pista d'atletica è sede dell'Empoli Football Club, il palasport Aramini con relativo sussidiario.
Altre strutture sono sparse nel territorio comunale come il palazzetto dello sport Lazzeri che ospita l'U.S.E. Basket e la Pallacanestro Empoli, la pista di pattinaggio a rotelle in via della Repubblica o il campo di volo sportivo ultraleggeri.

## Galleria d'immagini

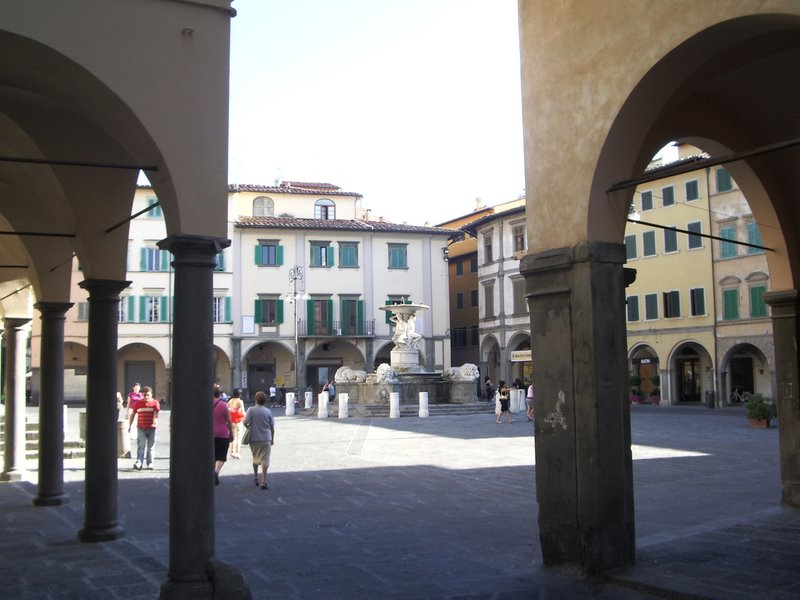
Piazza Farinata degli Uberti
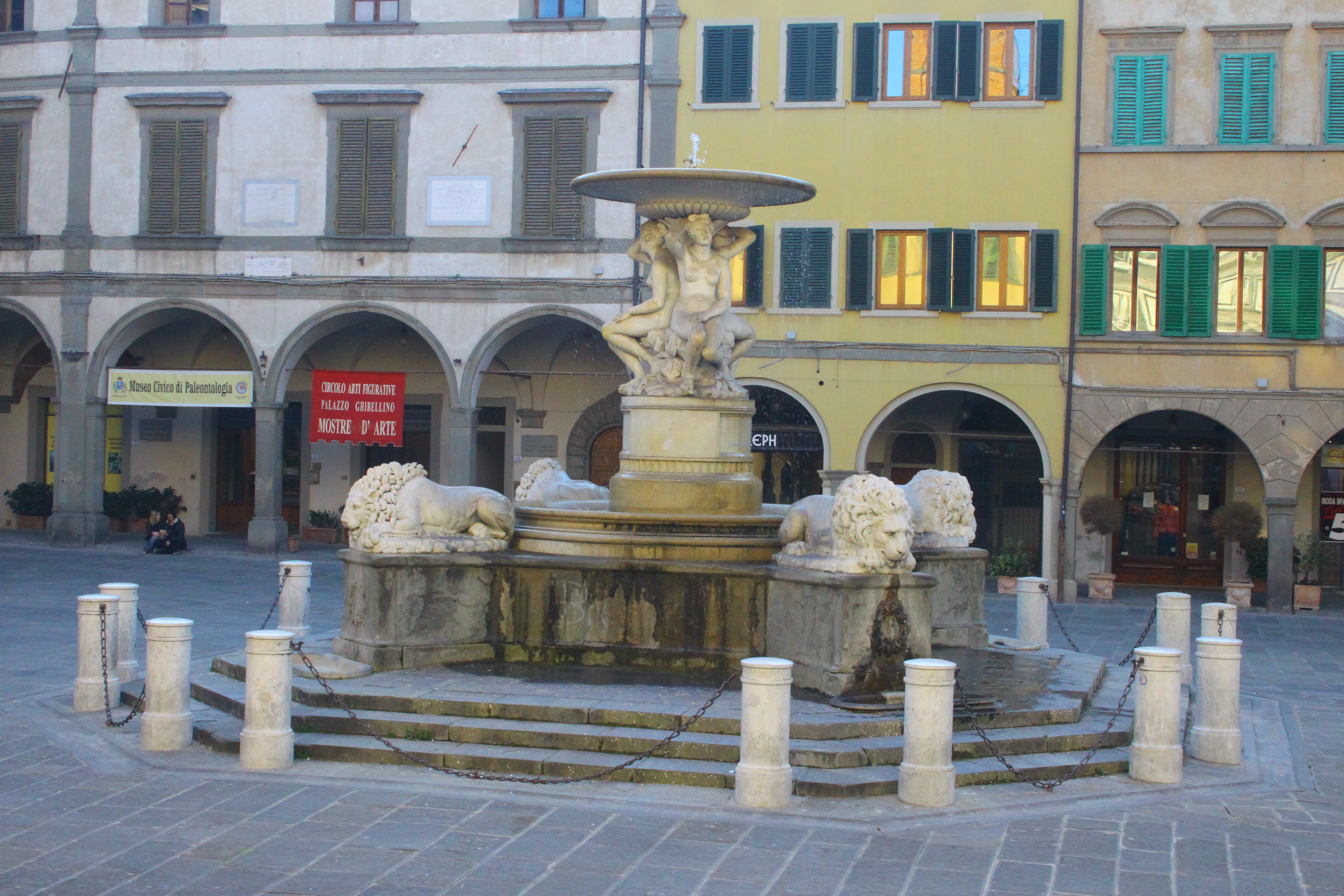
Fontana delle Naiadi (1827) in piazza Farinata degli Uberti
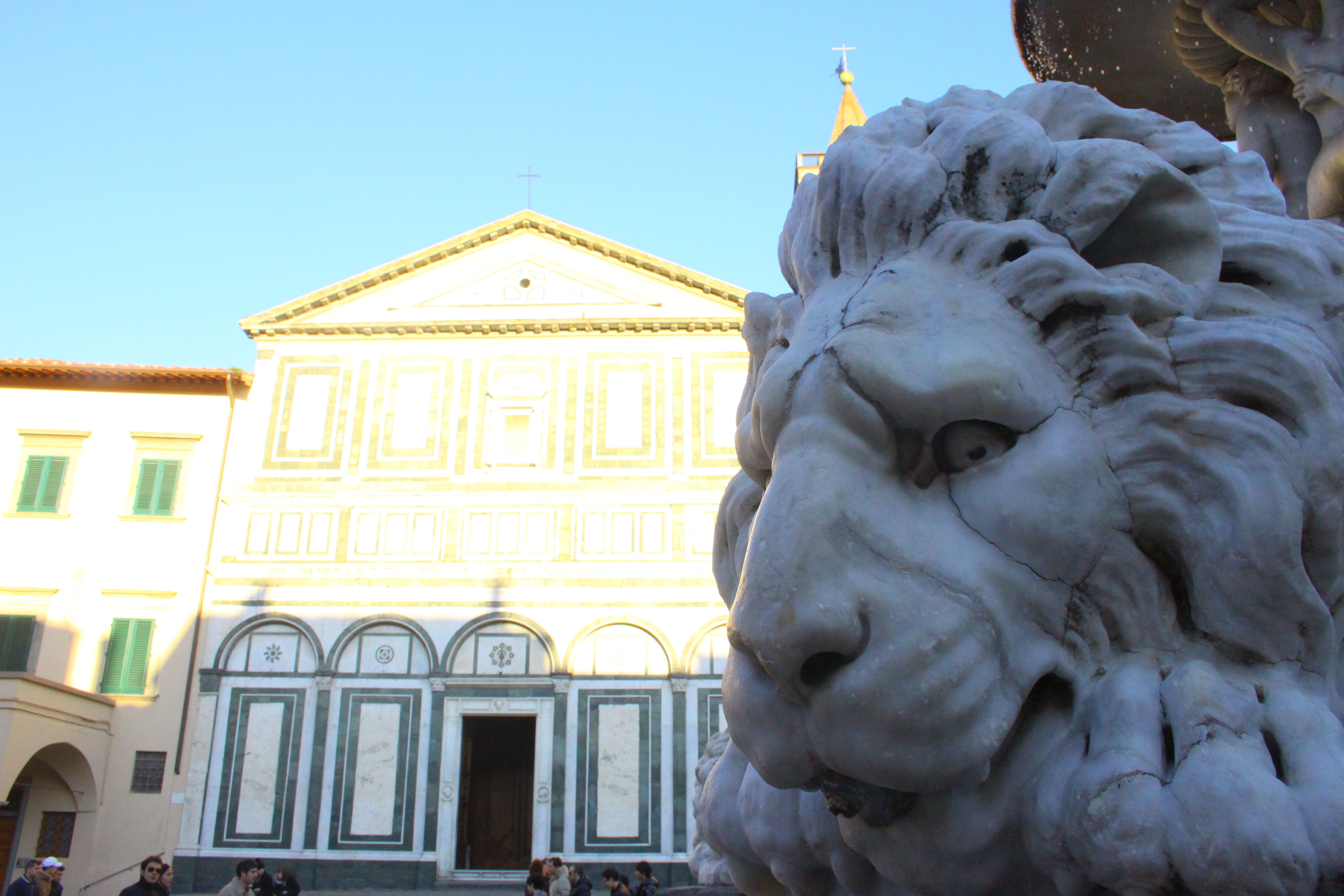
Particolare fontana piazza Farinata degli Uberti
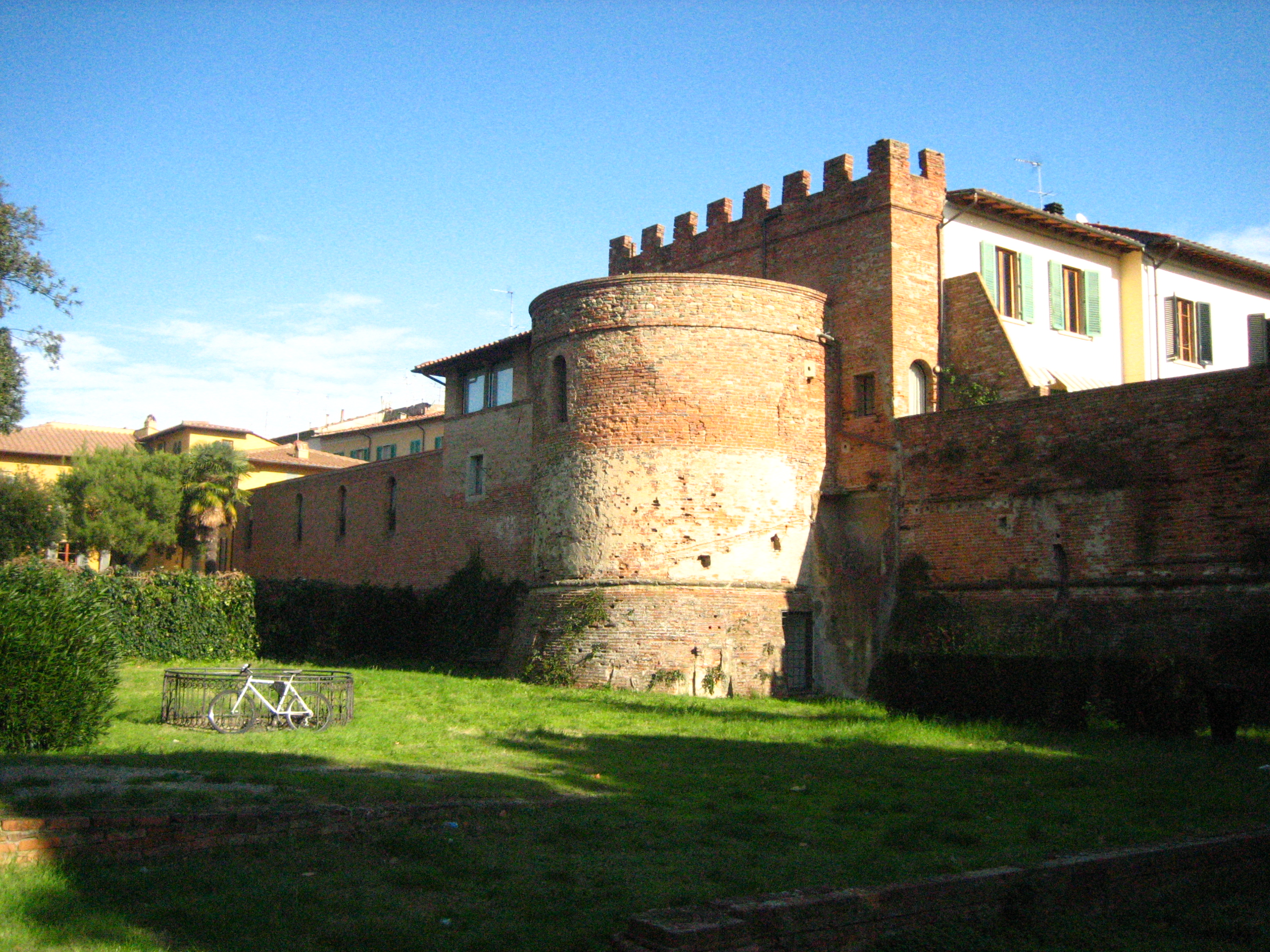
Torrione di Santa Brigida (XVI secolo)
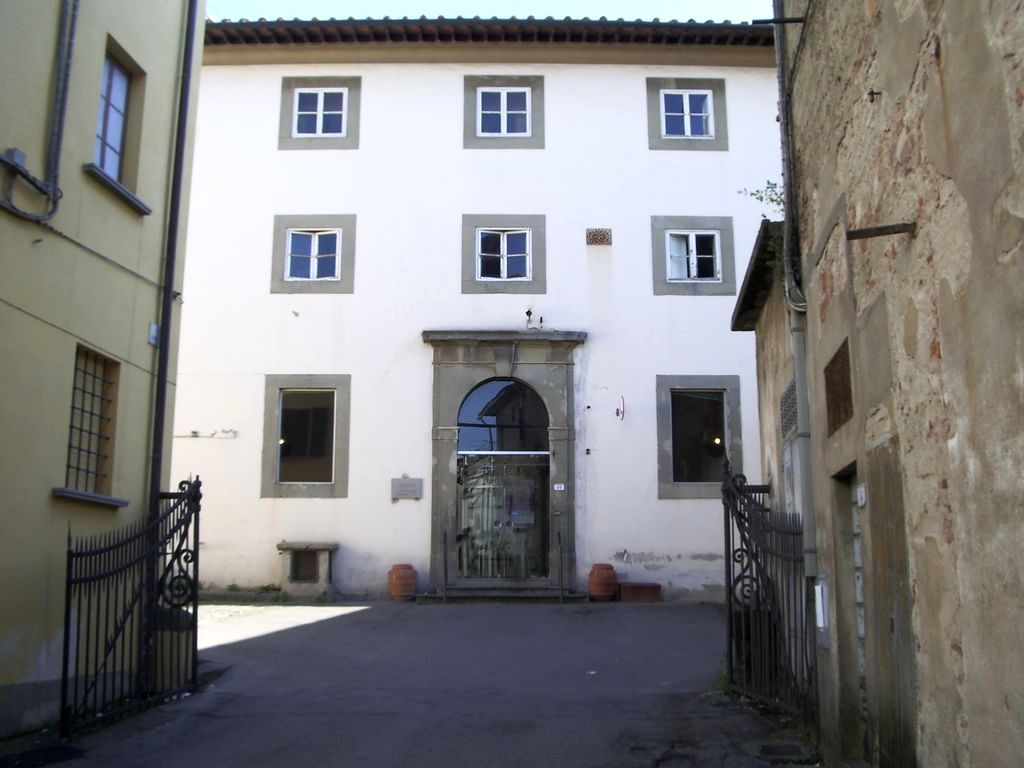
Ex ospedale San Giuseppe
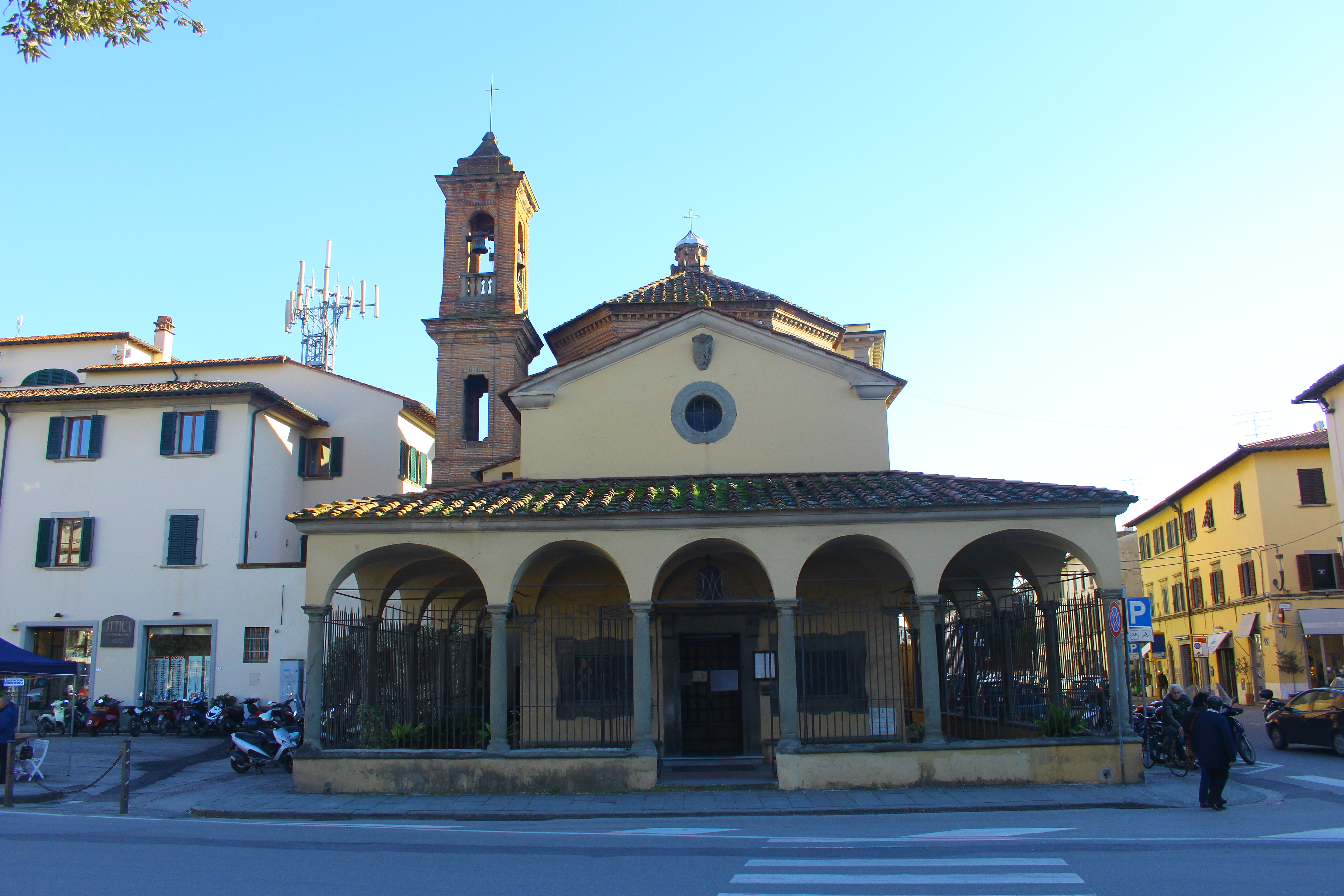
Santuario della Madonna del Pozzo
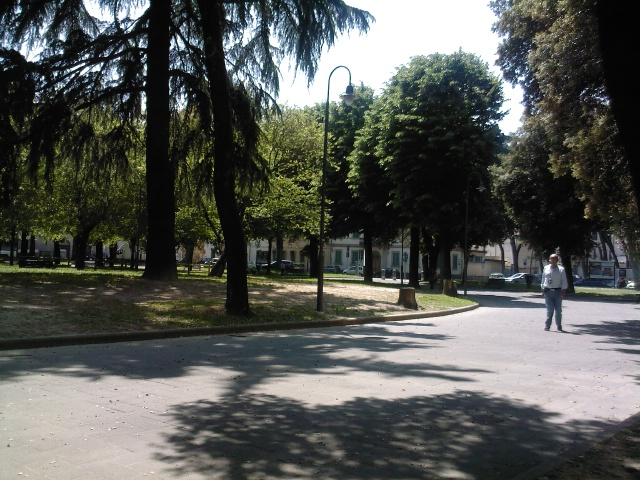
Piazza Matteotti
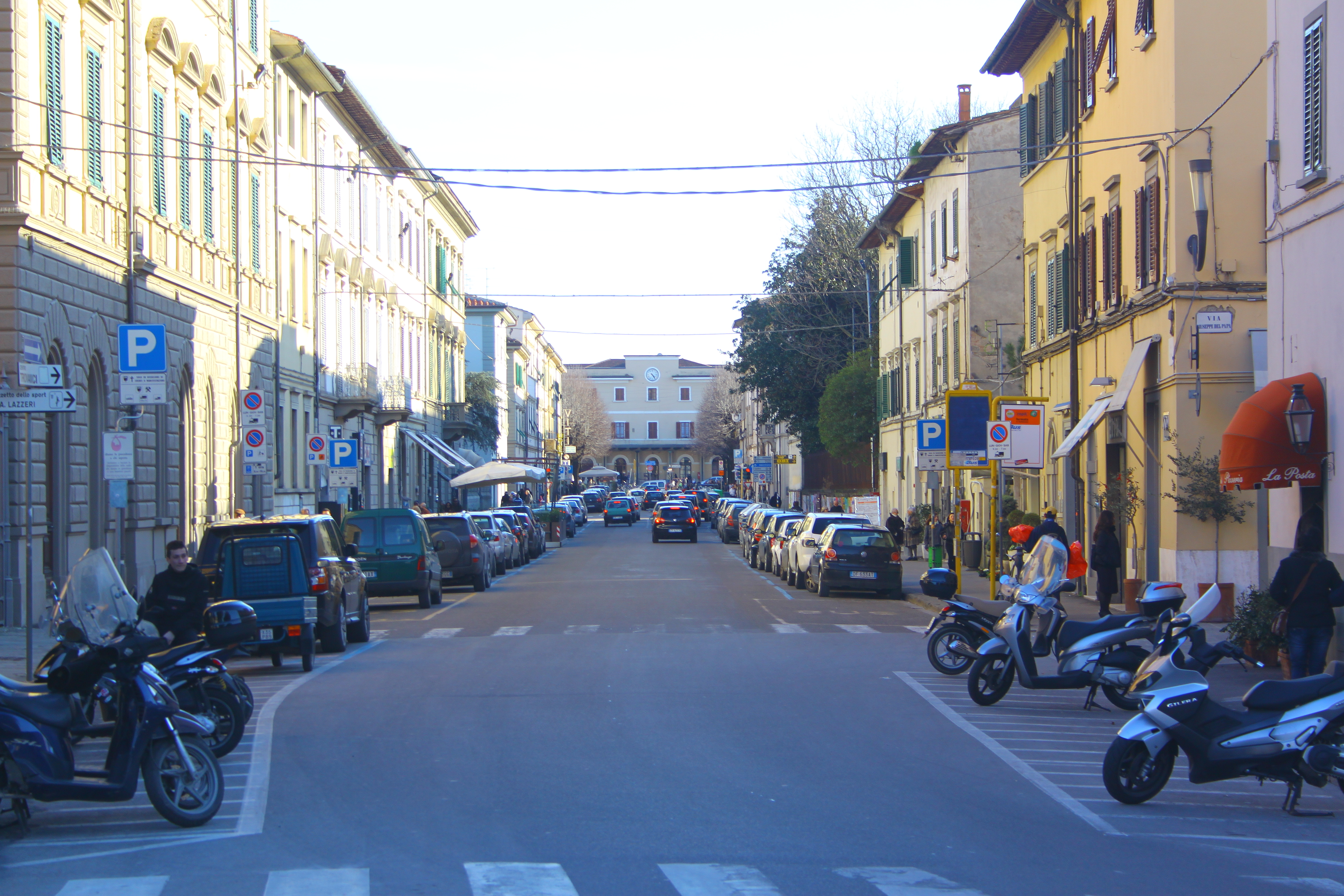
Via Roma

### Annotazioni
1. ↑  Émpoli è la pronuncia toscana e normativa, ma in altre regioni del Centro si può sentire anche Èmpoli.[5][6]
2. ↑  Secondo la classificazione climatica[7] di Thornthwaite ha un clima subumido C2, mesotermico B′2, con moderato deficit idrico estivo s e concentrazione estiva dell'efficienza termica b′4.[8][9]
3. ↑  Nel tratto del Valdarno inferiore dove si trova Empoli si registra un'anomalia termica positiva con temperature del mese più freddo superiori a 6 °C; la zona comprende il tratto da Montelupo Fiorentino a San Miniato, il comune dove si misurano temperature invernali più alte.
4. ↑  Il 30 dicembre 2005, dopo l'episodio nevoso del 28 dicembre, si sono toccati i −10 °C; con circa 10 cm e più di neve al suolo e un notevole effetto albedo; questo valore è stato superato il 20 dicembre 2009, due giorni dopo la nevicata del 18 dicembre, quando la temperatura minima è scesa sotto i −11 °C, nonostante l'accumulo nevoso fosse decisamente inferiore (5 cm circa).
Da segnalare inoltre l'intensa nevicata da cuscinetto del 17 dicembre 2010, verificatasi dopo una temperatura minima di −5,8 °C, evento probabilmente superiore per quanto riguarda la quantità di neve accumulata al 1985, nevicata quella del 17 che è durata 7 ore con temperature costantemente sotto zero durante tutto l'evento, con un accumulo finale di 10 cm (fino a 12-13 cm nelle zone più esposte).
5. ↑  Nei cambi stagionali, soprattutto tra inverno/primavera e estate/autunno non sono rari i nebbioni che possono durare anche per un giorno intero; rarissima la galaverna.
6. ↑  Dante Olivieri preferiva un accostamento a Empulum, insediamento nelle campagne di Tivoli, nel Lazio.[11] Giovanni Alessio propose invece l'accostamento al latino limpidus ("chiaro"), da confrontare con aqua de Lempoli di area meridionale e con il lucchese lémpore.[12] Più recentemente Maria Giovanna Arcamone ha ripreso l'ipotesi di Pieri, stabilendo una derivazione dal nome germanico *Empo- (probabilmente un ipocoristico) con un suffisso -ulus di cui non è ben chiaro se facesse parte dell'antroponimo stesso o sia stato aggiunto al momento della formazione del toponimo Empoli.[13][14] 
Nel 2020 uno studioso locale ha proposto che Empoli possa essere un toponimo greco e derivare dal greco antico οἶνο(ς)-πόλις?, oîno(s)-pólis, "città del vino" o, più probabilmente dal greco antico οἶνο(ς)-πωλεῖν?, oîno(s)-pōleîn, "mercato del vino".[15] Non è da escludere che Empoli possa derivare anche da in Portu (con l'aggiunta di un suffisso), come compare nella Tavola Peutingeriana.[16]

### Fonti
1. 1 2   Bilancio demografico mensile anno 2025 (dati provvisori), su demo.istat.it, ISTAT.
2. ↑  Statuto comunale di Empoli, Art. 7.
3. ↑   Classificazione sismica (XLS), su rischi.protezionecivile.gov.it.
4. ↑   Tabella dei gradi/giorno dei Comuni italiani raggruppati per Regione e Provincia (PDF), in Legge 26 agosto 1993, n. 412, allegato A, Agenzia nazionale per le nuove tecnologie, l'energia e lo sviluppo economico sostenibile, 1º marzo 2011,  p. 151. URL consultato il 25 aprile 2012 (archiviato dall'url originale il 1º gennaio 2017).
5. ↑   Luciano Canepari, Empoli, in Il DiPI: dizionario di pronuncia italiana, Bologna, Zanichelli, 1999, ISBN 88-08-09344-1.
6. ↑  
 Bruno Migliorini et al., Scheda sul lemma "Empoli", in Dizionario d'ortografia e di pronunzia, Rai Eri, 2010, ISBN 978-88-397-1478-7.
7. ↑  Thornthwaite C.W. (1948), An approach toward a Rational Classification of Climate, Geogr Review, 38: 55-94
8. ↑  Thornthwaite C.W. e Mather J.R. (1957), Instructions and Tables for computing Potential Evotranspiration and the Water Balance, Thornthwaite Associates, Laboratory of Climatology, 10: 185-311, Centerton, N.J.
9. ↑   Laura Bigi e Luca Rustici (a cura di), Regime idrico dei suoli e tipi climatici in Toscana, Firenze, Regione Toscana, Dipartimento Agricoltura e Foreste, 1984,  p. 42.
10. ↑   Silvio Pieri, Toponomastica della valle dell'Arno, Roma, Tipografia della Regia Accademia dei Lincei, 1919,  p. 374.
11. ↑   Dante Olivieri, Dizionario etimologico italiano, Milano, Ceschina, 1953,  p. 26.
12. ↑   Giovanni Alessio, Lexicon etymologicum. Supplemento ai dizionari etimologici latini e romanzi, Napoli, L'Arte Tipografica, 1976,  p. 242.
13. ↑   Maria Giovanna Arcamone, Antroponimia germanica nella toponomastica italiana, in Edoardo Vineis (a cura di), La toponomastica come fonte di conoscenza storica e linguistica, Pisa, Giardini, 1981,  p. 43.
14. ↑   Dizionario di toponomastica, Torino, UTET, 1990,  p. 303.
15. ↑   Paolo Grilli, Una nuova ipotesi sull'origine del nome di Empoli, in Il segno di Empoli, n. 113, 2020,  pp. 5-7, ISSN 1123-248X (WC · ACNP).
16. ↑   Un viaggio alla scoperta delle radici della città, su visitempoli.it.
17. ↑   Ritrovamenti archeologici nel territorio di Empoli, Empoli, Edizioni dell'Erba, 1995.
18. ↑   Walter Maiuri, La città, il territorio, il porto. Empoli in età romana, in MILLIARIUM, Empoli, Editori dell'Acero, 2006,  vol. VI, pp. 28-39 (estratto Tesi di Laurea a.a. 2004-05).
19. ↑   Walter Maiuri, Flussi commerciali nel territorio empolese nell'antichità: marchi di fabbrica sulla terra sigillata, in MILLIARIUM, Empoli, Editori dell'Acero, 2011,  vol. IX, pp. 62-73 (estratto Tesi di Specializzazione a.a. 2007-08).
20. ↑   Ilaria Alfani, Anfore romane ad Empoli: il materiale del recupero Pratesi, Univ. di Firenze, a.a. 1996-1997,  Tesi di Laurea.
21. ↑   Comune di Empoli, 24 Luglio 1944, settantacinque anni fa 29 empolesi fucilati per rappresaglia, su Città di Empoli. URL consultato il 2 ottobre 2019 (archiviato dall'url originale il 20 ottobre 2020).
22. ↑   l'Apocalisse di Santo Stefano: sotto le bombe 123 persone, su Il Tirreno, Empoli, 27 dicembre 2019. URL consultato il 30 ottobre 2020 (archiviato dall'url originale il 22 gennaio 2022).
23. ↑   Perché Empoli non ricorda i soldati neozelandesi che liberarono la città?, su GoNews, 16 agosto 2022. URL consultato il 13 settembre 2022.
24. 1 2   Empoli, su Archivio Centrale dello Stato. URL consultato il 24 agosto 2022 (archiviato dall'url originale il 19 aprile 2016).
25. ↑   Comune di Empoli, Medaglia d'oro al merito civile, su quirinale.it.
26. ↑   Empoli. Una città e il suo territorio, Empoli, Editori dell'Acero, 1997.
27. ↑  Marco Frati, Chiese romaniche della campagna fiorentina. Pievi, abbazie e chiese rurali tra l'Arno e il Chianti, Empoli 1997, pagg. 195 - 196.
28. ↑  Francesco Suppa, Lorenzo Monaco, Madonna dell'Umiltà tra i Santi Donnino, Giovanni Battista, Pietro e Antonio Abate, in Empoli 1424. Masolino e gli albori del Rinascimento, catalogo di mostra a cura di Silvia de Luca, Andrea de Marchi, Francesco Suppa, Firenze 2024, pagg. 104 - 105.
29. ↑  Lucia Bencistà, Una Circoncisione di Gesù a Salutio e altri dipinti per il pittore Tommaso Gorini, in Michel Scipioni (a cura di), La Pieve di Sant'Eleuterio a Salutio, Firenze, 2018, pp. 101-103.
30. ↑  Cristina Gellii, Giovan Battista Naldini, Madonna col Bambino e i Santi Andrea e Sebastiano, in Pontormo e il suo seguito nelle terre d'Empoli, catalogo di mostra a cura di Cristina Gelli, Firenze 2013, pagg. 108 - 109.
31. ↑  Marco Frati, Da castello a 'terra': lo sviluppo urbano, in Empoli, nove secoli di storia, a cura di Giuliano Pinto, Gaetano Greco e Simonetta Soldati, vol. I, Roma 2019, pag. 81 - 82.
32. ↑   Walter Maiuri, Osservazioni sull'antico ponte di Pontorme, in Erba d'Arno, Montelupo F.no, Ente cassa di Risparmio di Firenze, 2006,  pp. 64-76.
33. ↑   Alessandro Naldi et al., La SS.ma Annunziata di Empoli e il suo Conservatorio, Empoli, Editori dell’Acero, 2016,  p. 122.
34. ↑   Walter Mauri e Marco Frati, Nuovi studi sulle mura di Empoli, in Bulletino storico Empolese, 2010,  pp. 183-185 e segg.
35. ↑   Alessandro Naldi et al., La SS.ma Annunziata di Empoli e il suo Conservatorio, Empoli, Editori dell’Acero, 2016,  p. 125-126.
36. ↑   Conferenza di Marco Frati sulle mura di Empoli, su tempoliberotoscana.it.
37. ↑   Dati Istat, su dati.istat.it.
38. ↑  Dati tratti da:
  -  Popolazione residente dei comuni. Censimenti dal 1861 al 1991 (PDF), su ebiblio.istat.it, ISTAT.
  -  Popolazione residente per territorio – serie storica, su esploradati.censimentopopolazione.istat.it.
Nota bene: il dato del 2021 si riferisce al dato del censimento permanente al 31 dicembre di quell'anno.
39. ↑   Galleria d’Arte Moderna e della Resistenza, su empolimusei.it.
40. ↑   Teatro Excelsior – Empoli | Fondazione Toscana Spettacolo onlus, su toscanaspettacolo.it. URL consultato il 15 maggio 2019.
41. ↑   Teatro Shalom, su teatroshalom.it.
42. ↑   Teatro Il Ferruccio prende forma, su comune.empoli.fi.it.
43. ↑   Beat Festival Empoli, su beatfestival.net.
44. ↑   CALENDARIO GARE SU STRADA 2023 – CAT. ELITE S.C./UNDER 23., su fci-crt.it. URL consultato il 23 febbraio 2023.
45. ↑   Coppa Toscana Dodgeball Cloth, su instagram.com.
46. ↑   Empoli omaggia lo sport empolese, cerimonia per il Premio Aramini, su gonews.it, 17 giugno 2021. URL consultato il 13 marzo 2023.